# مشروع Y
مختبر لوس ألاموس (بالإنجليزية: Los Alamos Laboratory)، ويعرف أيضاً بـمشروع Y، كان مختبراً سريّاً تأسس من ضمن مشروع مانهاتن وشغّلته جامعة كاليفورنيا أثناء الحرب العالمية الثانية. كانت مهمة المختبر تصميم وبناء أول أسلحة ذرية. 
كان روبرت أوبنهايمر أول مديرٍ له، أداره من 1943 حتى ديسمبر 1945، حيث خلفه نوريس برادبيري. لكي يتمكّن العلماء من مناقشة أعمالهم بحريّة في ظل الإجراءات الأمنية، اختير موقع المختبر في جزءٍ ناءٍ من نيومكسيكو. احتلّ هذا المختبر الذي عمل زمن الحرب مبانٍ كانت سابقاً جزءاً من مدرسة لوس ألاموس الزراعية.
في بداية المشروع تركزت جهود التطوير على سلاح يعمل على ظاهرة الانشطار النووي لليورانيوم التي اكتشفها أوتو هان الألماني في عام 1938. وكانت الخطة تتبع طريقين لتنفيذ صناعة قنبلة تنفجر نوويا. الطريق الأول كان عن طريق تخصيب اليورانيوم لاستخلاص منه اليورانيوم-235 القابل للانشطار، وتوصلوا إلى صناعة قنبلة نووية  سُميت قنبلة الرجل النحيف. الطريق الثاني كان عن طريق بناء مفاعل نووي يقوم بتحويل اليورانيوم-238 إلى البلوتونيوم-239 القابل أيضا للانشطار بالنيوترونات. في نيسان (إبريل) 1944 حدد مختبر لوس ألاموس أن معدل الانشطار التلقائي للبلوتونيوم الذي ولّد في المفاعل النووي كان كبيراً جداً بسبب وجود البلوتونيوم-240 والذي سوف يُسبب انفجار المفاعل، الناتج عن التفاعل النووي المتسلسل قبل تجمع النواة بالكامل. لذلك أعاد أوبنهايمر تنظيم المختبر من جديد ونسق مشروعاً شاملاً وناجحاً أخيراً لتصميم بديل اقترحه جون فون نيومان، وهذا التصميم يعمل على مبدأ الانضغاط الداخلي والتي سُميت بقنبلة الرجل البدين. وتم تصميم نسخة مطورة عن هذه القنبلة باستخدام اليورانيوم-235 وسميت هذه القنبلة بـالولد الصغير.
طور الكيميائيون في مختبر لوس ألاموس طرقاً جديدة لتنقية اليورانيوم والبلوتونيوم، حيث كان معدن البلوتونيوم موجوداً بكميات مجهرية عند بداية المشروع Y. ووجد خبراء المعادن أن البلوتونيوم له خصائص فريدة، ومع ذلك تم إدراجه ضمن المجالات المعدنية. قام المختبر ببناء المفاعل المائي المتجانس، ليكون ثالث مفاعل جاهزاً للاستخدام في العالم. كما توصل المشروع «للسوبر» وهي قنبلة هيدروجينية ستستخدم كقنبلة انشطارية لتحفيز تفاعلات الاندماج النووي في الديوتيريوم والتريتيوم.
تم اختبار تصميم قنبلة الرجل البدين في اختبار ترينيتي في تموز (يوليو) 1945. ليشكل بعدها طاقم موظفي مشروع Y فرق لتفجير القنبلة النووية في هيروشيما وناغازاكي والإشراف على التفجير. وبعد انتهاء الحرب العالمية الثانية، دعم المشروع اختبار عملية تقاطع الطرق في منطقة حلقية بيكيني. وتم إنشاء شعبة جديدة سُميت بشعبة "Z" مختصة بمراقبة أنشطة الاختبار وتخزين وتجميع القنابل، والتي تركزت في قاعدة سانديا، مختبر لوس ألاموس أصبح يُسمى مختبر لوس ألاموس العلمي في سنة 1947.

## المبدأ

### الانشطار النووي والقنابل الذرية
تم اكتشاف النيوترون بواسطة العالم جيمس تشادويك في سنة 1932، تبعه اكتشاف الانشطار النووي بواسطة الكيميائيان الألمانيان أوتو هان وفريتز ستراسمان في سنة 1938. وتم تفسيرها نظرياً وتسميتها بعد فترة وجيزة من قِبل ليز مايتنر وأوتو روبرت فريش. بعد ذلك تم فتح المجال أمام إمكانية التحكم بالتفاعل النووي المتسلسل باستعمال اليورانيوم. في هذا الوقت اعتقد بعض العلماء في الولايات المتحدة أن القنبلة الذرية شيء ممكن الحدوث. ومع احتمال بدأ برنامج التسلح النووي الألماني بصناعة قنبلة ذرية ألمانية، ومع الرسالة التي صاغها العلماء اللاجئين من ألمانيا النازية وغيرها من الدول الفاشية إلى الرئيس الأمريكي فرانكلين روزفلت لتحذيره من بداية إنتاج قنبلة ذرية في ألمانيا، كل ذلك دفع للبداية بالأبحاث الذرية الأمريكية في أواخر سنة 1939.

في الانشطار النووي، تنقسم نواة الذرة لإحدى العناصر الثقيلة إلى جزئين أو أكثر، وذلك عند احتجاز النيوترون. وفي حالة انبعاث المزيد من النيوترونات، يصبح تفاعل السلسلة النووية ممكنا.

كان البرنامج النووي في الولايات المتحدة بطيئاً جداً، ولكن في بريطانيا ساعد العالمان الألمانيان أوتو روبرت فريش ورودولف بيرلز من جامعة برمنغهام على دراسة القضايا النظرية لتطوير وإنتاج واستخدام القنابل الذرية. وقد اعتبروا أن ما يحدث لمجال نشاط اليورانيوم-235 ليس فقط حدوث تفاعل تسلسلي وإنما أقل من كيلوغرام واحد من اليورانيوم-235 ينتج طاقة تقدر بميئات الأطنان من تي إن تي. الباحث الرئيسي مارك أوليفانت أخذ مذكرة فريش-بيرلز إلى السيد هنري تيزارد رئيس لجنة المسح العلمي للحرب الجوية (CSSAW)، والذي نقلها إلى جورج باغيت طومسون، والذي فوضته اللجنة للإشراف على أبحاث اليورانيوم. كما قامت اللجنة بإنشاء لجنة MAUD ومهمتها البحث والاستقصاء عن المشروع النووي. في التقرير النهائي للجنة MAUD في تموز (يوليو) 1941 خلُصت اللجنة إلى أن القنبلة الذرية ليست فقط ممكنة، بل ومن الممكن أن يتم إنتاجها في بداية عام 1943. استجابت لذلك الحكومة البريطانية بإنشاء مشروع الأسلحة النووية والذي عُرف بـسبائك الأنابيب.
كانت هناك حاجة ملحة للبدء في المشروع في الولايات المتحدة على عكس بريطانيا التي لم تشارك بعد في الحرب العالمية الثانية، لذلك سافر مارك أوليفانت إلى للولايات المتحدة في أواخر آب (أغسطس) 1941، وتحدث إلى علماء أمريكيون بمن فيهم صديقه إرنست أورلاندو لورنس في جامعة كاليفورنيا. ولم يقنعهم بأن القنبلة الذرية ممكنة فقط، بل ألهم لورنس لتحويل 94 سم من المسرع الدوراني إلى مطيافية الكتلة من أجل فصل النظائر. تقنية مارك أوليفانت أصبحت في الطليعة سنة 1934. قام لورنس بدوره بجلب صديقه وزميله روبرت أوبنهايمر ليقوما بتدقيق تقرير لجنة MAUD معاً، ونوقش التقرير في مختبر جنرال إلكتريك للأبحاث في سكنيكتادي بولاية نيويورك في 21 تشرين الأول (أكتوبر) 1941.
في ديسمبر 1941، القسم س-1 التابع لمكتب البحث والتطوير العلمي (OSRD) عين آرثر كومبتون مسؤولاً عن تصميم القنبلة. وفوض عملية التصميم والبحوث المتعلقة بحسابات سرعة النيترون -مفتاح حسابات الكتلة الحرجة وتفجير الأسلحة- إلى غريغوري بريت، والذي حصل على لقب «منسق التمزق السريع»، كما كان مساعداً لأوبنهايمر. لكن بريت اختلف مع علماء آخرين في مختبر المعادن وخاصةً إنريكو فيرمي، وذلك بسبب الترتيبات الأمنية، واستقال في 18 أيار (مايو) 1942. وحل محله أوبنهايمر.
وقام جون هنري مانلي الفيزيائي بمختبر المعادن بمساعدة أوبنهايمر من خلال الاتصال وتنسيق مجموعات الفيزياء التجريبية المنتشرة في جميع أنحاء البلاد. درس أوبنهايمر وروبرت سيربر من جامعة إلينوي مشاكل انتشار النيوترونات - كيفية تحرك النيوترونات في تفاعل سلسلة نووية - وديناميكا السوائل - لمعرفة كيف يمكن أن تكون رد فعل الانفجار الناتج عن تفاعل سلسلة وكيف يتصرف.

### تصميم القنبلة

في الاندماج النووي يتم دمج نوى العناصر الخفيفة لإنتاج عنصر أثقل.

من أجل مراجعة العمل والنظرية العامة للتفاعلات الانشطارية عقد أوبنهايمر وفيرمي اجتماعات في جامعة شيكاغو في يونيو، وفي جامعة كاليفورنيا في بيركلي في تموز (يوليو) مع الفيزيائيين النظريين هانز بيته وجون فان فليك وإدوارد تيلر وإميل كونوبينسكي وروبرت سيربر، وستان فرانكل، وإلدريد نيلسون، ويكون آخر ثلاثة من الطلاب السابقين لأوبنهايمر. والتجارب الفيزيائية بحثها إميليو سيغري وفليكس بلوخ وفرانكو راسيتي وجون مانلي وإدوين ماكميلان. وأكدوا مبدئياً أن القنبلة الانشطارية ممكنة نظرياً.
لاتزال هناك الكثير من العوامل غير معروفة، كما أن العديد من خصائص اليورانيوم النقي 235 غير معروفة نسبياً؛ والأكثر منه البلوتونيوم، وهو عنصر كيميائي اكتشفه مؤخراً غلين سيبورغ وفريقه في فبراير 1941، لكن كان ذلك انشطاراً نظرياً. وتوقع العلماء في مؤتمر بيركلي أن إنتاج البلوتونيوم في المفاعلات النووية من ذرات اليورانيوم 238 والتي تمتص النيوترونات من انشطار ذرات اليورانيوم 235. وفي هذه المرحلة لم يتم بناء مفاعل نووي، ولم تتوفر إلا كميات مجهرية من البلوتونيوم التي تنتجها المسرّعات الدورانية.
يوجد طرق عديدة لتنظيم المواد الانشطارية داخل كتلة حرجة. الشكل الأبسط كان باطلاقها داخل «صمام اسطواني» في مجال «المواد الفعالة» مع «عاكس نيوترون» الذي يعمل على تركيز النيوترونات نحو الداخل كما تحافظ على كتلة النيوترون لزيادة كفائتها. وقاموا أيضاً باستكشاف التصميم الكروي وهو تصميم بدائي للانفجار الداخلي المقترح من ريتشارد تولمان، مع احتمال وجود طرق للتحفيز الذاتي الكيميائي، الذي سيساعد على زيادة كفاءة القنبلة عند انفجارها.
وأصبح يُنظر إلى فكرة أن فكرة القنبلة الانشطارية استقر نظرياً، على الأقل حتى تتوفر معلومات تجريبية متاحة، ليتحول بعد ذلك مؤتمر بيركلي باتجاهٍ آخر. حيثُ ناقش إدوارد تيلر صناعة قنبلة أكثر فتكاً وهي «السوبر»، والتي يُشار إليها باسم القنبلة الهيدروجينية، والتي ستعمل على استخدام القوة المتفجرة للقنبلة الانشطارية لإطلاق ردة فعل لتحقيق اندماج نووي بين ديوتيريوم وتريتيوم. اقترح تيلر مخططاً بعد الآخر، لكن بيث كان يرفض ذلك باستمرار. ووضعت فكرة الاندماج جانباً من أجل التركيز على إنتاج القنابل الانشطارية. كما أطلق تيلر تكهنات بأن القنبلة الذرية قد تعمل على اشعال الغلاف الجوي بسبب تفاعلات الاندماج الافتراضي مع أنوية النيتروجين، لكن حسابات بيث أثبتت أن هذا لن يحدث، وأضهر تقرير شارك بتأليفه مع تيلر «من غير المرجح بداية سلسلة تفاعلات نووية ذاتية الانتشار».

### فكرة إنشاء مختبر القنبلة

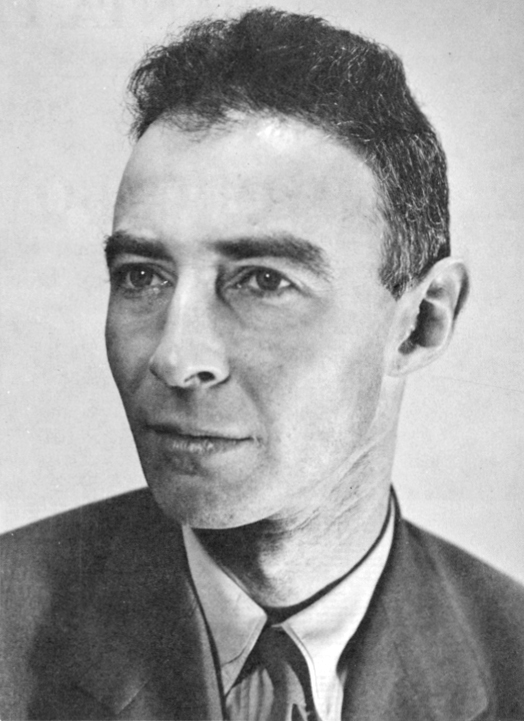
روبرت أوبنهايمر (1944)

مهارة أوبنهايمر في المعاملة خلال مؤتمر تموز (يوليو) أثر ايجاباً على الحاضرين، فإن فطنته وقدرته على التعامل مع أكثر الأشخاص صعوبةً كانت بمثابة مفاجأة حتى عند من كان يعرفه مسبقاً. في أعقاب المؤتمر، رأى أوبنهايمر أن بعدما تمت السيطرة على الفيزياء، ما زالت هناك حاجة لعملٍ كبير على الكيمياء والهندسة والتعدين والذخائر لإكمال بناء قنبلة ذرية. وأصبح مقتنعاً بضرورة وجود مكان خاص لبناء القنبلة الذرية يوفر بيئة يمكن فيها للباحثين مناقشة المشاكل بحرية، مما يقلل من ازدواجية الجهود. ومع وجود جانب أمني للمشروع يجب حمايته، قرر بناء مختبر مركزي في مكانٍ معزول.
الجنرال ليزلي غروفز أصبح مديراً لمشروع منهاتن في 23 سبتمبر 1942. هو قام بزيارة مشروع بيركلي للإطلاع على كالوترون لورنس، والتقى مع أوبنهايمر، والذي أعطاه تقريراً عن تصميم القنبلة في 8 أكتوبر. وكان غروفز مهتم باقتراح أوبنهايمر لإنشاء مختبر منفصل لتصميم القنبلة. وعندما اجتمعوا مرةً أخرى بعد أسبوع في شيكاغو ناقشوا هذه المسألة. وكان على غرفوز أن يستقل القطار إلى نيويورك، لذلك طلب من أوبنهايمر مرافقته حتى يتمكنوا من مواصلة النقاش. لذلك اجتمع غروفز وأبنهايمر والعقيد جيمس مارشال والمقدم كينيث نيكولز داخل حجرة واحدة، حيثُ تحدثوا عن كيفية إنشاء مختبر قنبلة، وكيف يمكن أن يعمل. وبعد ذلك زار أوبينهايمر واشنطن حيث نوقشت المسألة مع فانيفار بوش مدير مكتب البحث والتطوير العلمي (OSRD)، ومع جيمس كونانت رئيس لجنة بحوث الدفاع الوطني (NDRC). وفي 19 تشرين الأول (أكتوبر) وافق غروفز على إنشاء مختبر للقنابل.
في حين أن أوبنهايمر بدا الشخص المنطقي لإدارة المختبر الجديد، الذي أصبح يعرف لاحقاً باسم مشروع Y، لكن كان لديه خبرةً إداريةً قليلة. وقد أعرب كل من بوش، كونانت، لورانس، وهارولد يوري عن تحفظهم على ذلك. بالإضافة أن أوبنهايمر لم يكن لديه جائزة نوبل على عكسِ كلٍ من لورانس في مختبر لورنس بيركلي الوطني، كومبتون في مشروع ميتالورجيك في شيكاغو، وأوري في مختبرات سام في نيويورك؛ مما أثار مخاوف لدى البعض من أنه قد لا يكون له هيبة للتعامل مع علماء متميزين. كما ظهرت بعض المخاوف الأمنية؛ حيثُ كان العديد من أقارب أوبنهايمر أعضاء نشطين بالحزب الشيوعي الأمريكي، بمن فيهم زوجته كيتي، وصديقته الحميمة جين تاتلوك، أخوه فرانك وزوجته جاكي. أخيراً، أصدر غروفز شخصياً تعليمات لتنحية أوبنهايمر جانباً في 20 تموز (يوليو) 1943 خوفا من أن تتسرب أسرار التفجير النووي عن طريقه وعائلته إلى الاتحاد السوفييتي.

## اختيار الموقع

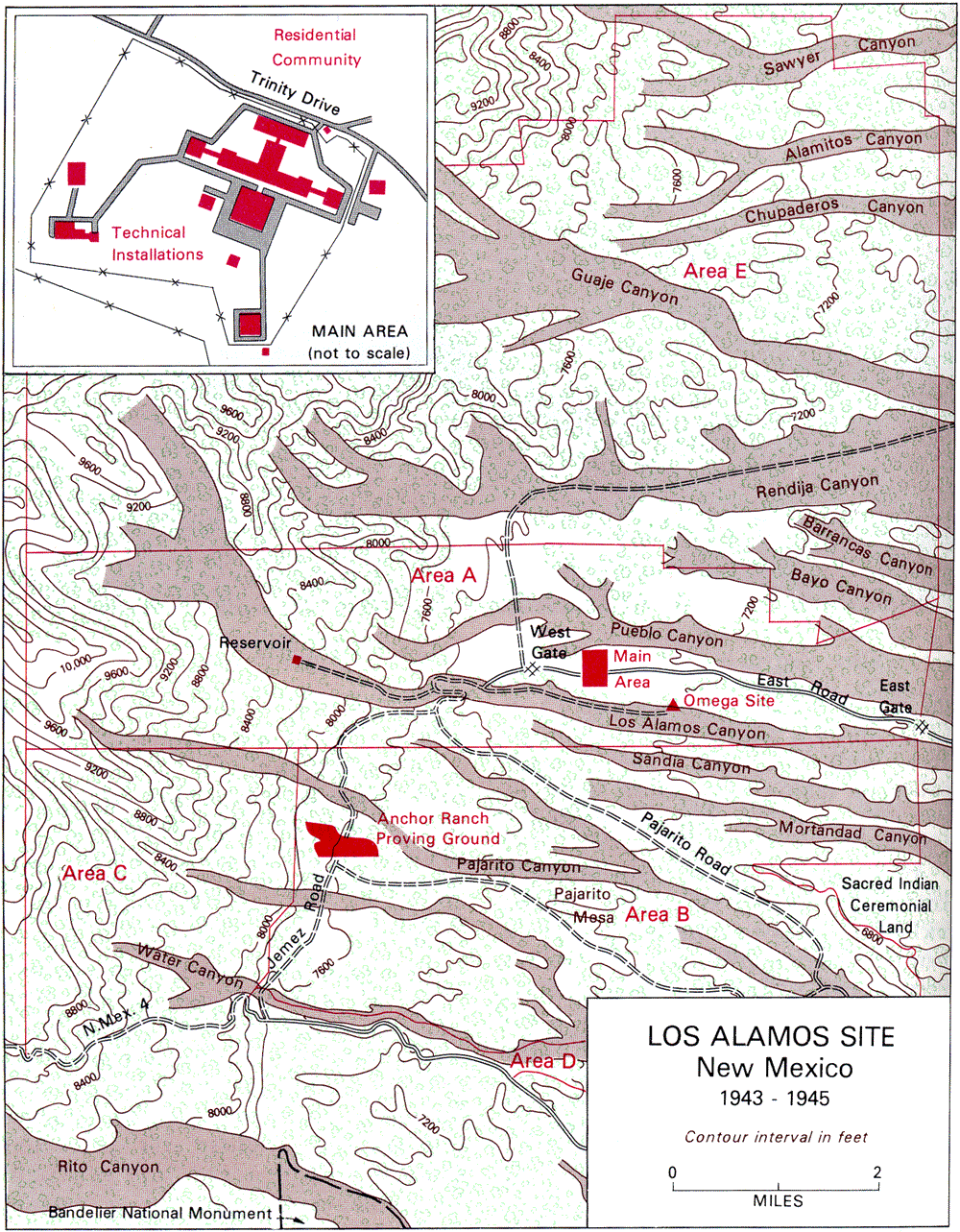
خريطة لموقع مختبر لوس ألاموس في نيومكسيكو، 1943–45

في البداية اقترح وضع المشروع Y مع مختبر ميتالورجيك في شيكاغو، أو في منشأة كلينتون للأشغال الهندسية في أوك ريدج بولاية تينيسي، لكن فيما بعد تقرر إقامته في مكانٍ بعيد. تم رفضُ موقعٍ بالقرب من لوس أنجلوس وذلك لأسباب أمنية، كما تم رفض موقع في رينو في نيفادا لصعوبة الوصول له. وبناءً على رغبة وتوصيات أوبنهايمر، تم تضييق البحث للمناطق المجاورة لألباكركي في نيومكسيكو، بسبب امتلاكه مزرعة في جبال سانجر دي كريستو. من مميزات هذه المنطقة أن مناخها معتدل، ومتصلة بخطوط السكك الحديدية والاتصالات الجوية، وبعيدة جداً عن الساحل الغربي للولايات المتحدة لضمان عدم وجود أي تهديد ياباني على المنشأة، كما أن الكثافة السكانية للمنطقة قليلة.
في تشرين الأول (أكتوبر) 1942 قام الرائد جون دودلي من منطقة منهاتن الهندسية (المكون العسكري لمشروع مانهاتن) بعملية مسح لمناطق غالوب، ولاس فيغاس، ولافنتانا، وجيمز سبرينغز، وأوتوي. وأوصى بأحد المواقع قرب جيمز سبرينغز. في 16 تشرين الثاني (نوفمبر) قام أوبنهايمر ودودلي وغروفز وآخرين بجولة في الموقع. كان أوبنهايمر متخوفاً من أن ان التلال العالية المحيطة بالمكان ستجعله مخيفاً للعامة، أما المهندسين فكانو قلقين من إمكانية حدوث الفيضانات. لينتقل الفريق إلى منطقة أوتوي، بالقرب من مدرسة لوس ألاموس رانش. عبر أوبنهايمر عن إعجابه الكبير بالموقع، وتفضيله عن المواقع الأخرى، وأشاد بجمال المنطقة الطبيعي وإطلالته على جبال سانغري دي كريستو، التي أعتقد أنها ستلهم العاملين بالمشروع. قلق المهندسون من رداءة الطريق الواصل للمنطقة، وما إذا كانت إمدادات المياه ستكون كافية، وغير ذلك كانوا يشعرون أنها مثالية.
في 25 تشرين الثاني (نوفمبر) 1942 وافق وكيل وزير الحرب الأمريكي روبرت باترسون على تملّك الموقع، بمبلغ 440,000 دولار لشراء أرض مساحتها 54,000 فدان (22,000) هكتار، بالإضافة لأرض مساحتها 8,900 فدان (18,300 هكتار) كانت مملوكة ذاتياً للحكومة الاتحادية. كما منح وزير الزراعة كلود ويكارد 45,100 فدان (18,300 هكتار) من أراضي إدارة خدمة الغابات في الولايات المتحدة إلى وزارة الحرب الأمريكية لاستخدامها «ما دامت الضرورة العسكرية تفرض ذلك». فدعت الحاجة لإنشاء طريق جديد، وبعدها تم مد خط كهرباء بطول 40 كم (25 ميل). في النهاية بلغت صفقات شراء الأراضي في زمن الحرب 45,737 فدان (18,509 هكتار)، لكن أنفق فقط 414,971 دولار في النهاية. أكثر التكاليف كانت للمدرسة، حيثُ كلف بنائها 350,000 دولار، وAnchor Ranch بلغت تكلفتها 25,000 دولار. وتم وضع محاميان للتفاوض على صفقات مع الحكومة، حيثُ تم تعويض السكان من أصل إسباني الذين يسكنون المنطقة بـ7 دولارات للفدان الواحد فقط. كما تم سحب تصاريح الرعي، وتم شراء الأراضي الخاصة أو نزع ملكيتها للصالح العام باستخدام سلطة قانون الحرب الثانية. وتم انتزاع ملكية كل الممتلكات من معادن ومياه وأخشاب وغيرها من حقوق الأشخاص، لذلك لم يعد هناك أي سببٍ لدخول المنطقة من العامة. حالة الموقع أصبحت على شكلٍ غير منتظم، وذلك بسبب متاخمته لموقع نصب بانديلير الوطني وأراضي دفن الأمريكيين الأصليين.

## إنشاء المختبر
كانت من الاعتبرات المهمة للاستحواذ على الأراضي وجود مدرسة لوس ألاموس رانش. فهي تتكون من 54 مبنى، منها 27 منزلاً ومهجعاً ومساكن أخرى على مساحة 4,331 م². أما المباني الأخرى فهي منشرة، وبيت ثلج، وحظائر، ومتجر نجارة، وإسطبلات، ومرائب على مساحة مجموعها 2,746 م². وبالقرب من Anchor Ranch يوجد أربع منازل وإسطبل. وقد أشرف على أعمال البناء فيلق القوات البرية الأمريكي الهندسي لغاية 15 آذار (مارس) 1944، ثم تولت مقاطعة مانهاتن للهندسة المسؤولية عن البناء. وعمل ويلارد كروجر وشركائه في سانتا فيه كمهندس معماري ومهندس عام للمشروع. كما تم جلب شركة بلاك آند فيتش لتصميم المرافق في ديسمبر 1945. وكانت التكلفة الأولية للمشروع 743,706.68 دولار، ثم تم دفع 164,116 دولار لاحقاً من قِبل مشروع منهاتن حتى نهاية سنة 1946. تكلفت منطقة البوكيرك على 9.3 مليون دولار من أعمال البناء في لوس ألاموس، أما منطقة مانهاتن دفعت 30.4 مليون دولار أخرى. وكان قد تم التعاقد مع شركة إم. إم. سوندت في توسان بولاية أريزونا، وبدأ العمل في ديسمبر 1942. خصص غروفز مبلغ 300,000 دولار في البداية لأعمال البناء، ثلاثة مرات ضعف تقدير أوبنهايمر، وخطط أن يتم الانتهاء من البناء في 15 آذار (مارس) 1943. وسرعان ما أصبح واضحاً أن نطاق مشروع Y كان أكبر بكثير مما كان متوقعاً، وبحلول الوقت الذي انتهت فيه سوندت في 30 تشرين الثاني (نوفمبر) 1943، تم إنفاق أكثر من 7 ملايين دولار. وشركة زيا تولت صيانة المشروع منذ نيسان (إبريل) 1946.

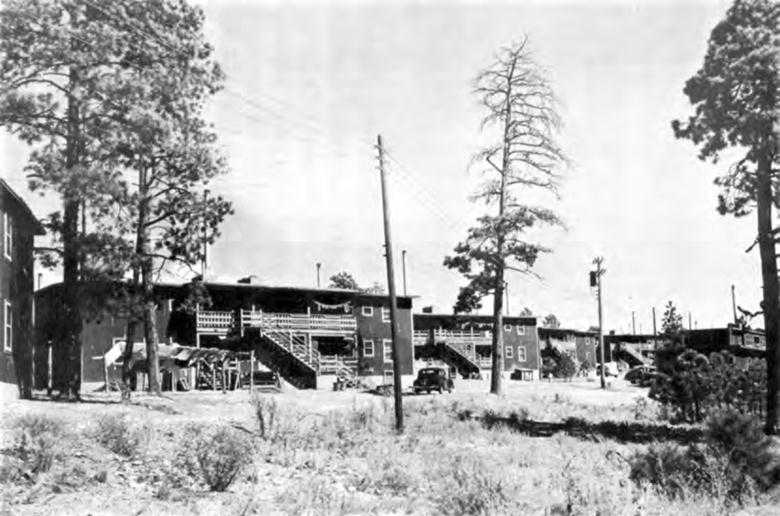
أربع وحدات شقق عائلية في لوس ألاموس

قدر أوبنهايمر في البداية أن العمل يمكن أن يؤديه 50 عالماً و50 تقني. أما غروفز فقد ضاعف العدد ثلاث مرات ليبلغ 300. وبلغ عدد سكان المشروع بمن فيهم أفراد الأسر، نحو 3,500 نسمة بحلول نهاية عام 1943، و5,700 بحلول نهاية عام 1944، و8,200 بحلول نهاية عام 1945، و10,000 بحلول نهاية عام 1946. كانت أماكن الإقامة الأفضل هي الست بيوت والأكواخ التي كان يقيم بها المدير ومكان مدرسة لوس ألاموس رانش، حيثُ كانت هذه المساكن الوحيدة في لوس ألاموس التي كان يوجد فيها احواض استحمام، لذلك سُميت هذه المنازل بـ«طابور البانيو». وسكن أوبنهايمر في مساكن طابور البانيو، وكان جاره المجاور الكابتين ويليام ستيرلينغ بارسونز رئيس قسم الذخائر والهندسة. كان منزل بارسونز أكبر قليلاً، لأن لديه طفلان أما أوبنهايمر فطفلٌ واحد في ذلك الوقت. الشقق الأفضل بعد طابور البانيو هي الشقق التي بناها سوندت، مبنى نموذجي مكون من طابقين يظم أربع عائلات، تحتوي كل شقة من شقق سوندت على غرفتي نوم أو ثلاث، ومطبخ مع موقد للفحم الأسود غريب الشكل وحمام صغير. ثم شقق مورغان وأولاده وتشمل 56 مسكناً جاهزاً لاحقاً أصبحت تسمى هذه المساكن «مورغانفيل». كما أنشئت شركة روبرت ماكي جزءً من مساكن البلدة وأصبحت تُعرف بمساكن «ماكيفيل». بالفترات من حزيران (يونيو) إلى تشرين الأول (أكتوبر) 1943 ومن حزيران (يونيو) إلى تموز (يوليو) 1944، تجاوز أعداد السكان المساكن المتاحة، ليتم إيداع العدد الزائد في وادي فريجولس بشكل مؤقت.
كان يتم تحديد الإيجارات للمنازل على أساس دخل المستأجر. أما ضيوف المشروع فقد كان يتم استضافتهم في كوخ الضيوف أو البيت الكبير، الذي يُسمى مبنى فولر لودج، والذي كان جزءً من مدرسة لوس ألاموس رانش. وأنشئت المدرسة سنة 1943، وهي تقدم خدمة المدارس الإعدادية والثانوية، تم تسجيل 140 طفلاً بأول سنة، ليصل العدد إلى 350 طفلاً سنة 1946. التعليم بالمدرسة كان مجانياً، كما كان يتوفر للأمهات العاملات حضانة لأطفالهن. كان يتوفر 18 معلماً في المرحلة الإعدادية، و13 معلماً في المرحلة الثانوية، بالإضافة لمدير، وكان تقييم المعلميين ممتاز بالنسبة للطلاب. وقد شيدت العديد من المباني التقنية، وكان معظمها من النوع الدائم، وذلك باستخدام ألواح الجبس. يتم تسخين الألواح بمحطة التدفئة المركزية، وكان باستخدام بويلر رقم.1، والذي كان يعمل باستخدام الفحم بالإضافة إلى بويلر آخر. ثم وضع مبنى الويلر رقم.2 بدلاً منه لاحقاً، والذي كان يعمل باستخدام الزيت ويوجد فيه ستة بويلرات. بالإضافة إلى منطقة لوس ألاموس، تم تطوير 25 موقعاً خارجياً للأعمال التجريبي.
تم تمديد نظام صرف صحي للمشروع. لكن بحلول سنة 1945 كان هناك انقطاعات للكهرباء في المشروع، لذلك كان يجب اقفال الأضواء خلال النهار وبالليل منذ الساعة 7 حتى 10 ليلاً. كما أن إمدادات المياه لم تكن كافية، فخلال خريق 1945 كان الإستهلاك 585،000 جالون أمريكي (2،210،000 لتر) يومياً، لكن إمدادات المياه لم تكن توفر سوى 475،000 جالون أمريكي (1،800،000 لتر). في 19 ديسمبر جمدت الأنابيب التي وضعت فوق الأرض، وقد وضعت فوق الأرض لتوفير الوقت أثناء الإنشاء، مما أدى لإنقطاع الماء تماماً. مما اضطر السكان للتزود بالماء من خلال 15 صهريج ماء تحمل 300 ألف جالون أمريكي (110,000 لتر) يومياً. ولأن الاسم كان سرياً، تمت الإشارة إلى لوس ألاموس بـ«موقع Y»، أما سكان المنطقة فسموها «ذا هيل». ولأن السكان يعيشون على أراضي اتحادية فلم تسمح لهم ولاية نيومكسيكو بالتصويت في الانتخابات، على الرغم من أنها كانت تطالبهم بدفع الضرائب. وأصبحت هناك العديد من المعارك القانونية حتى أصبح سكان المشروع مواطنين بالكامل في ولاية نيومكسيكو في 10 حزيران (يونيو) 1949. أما الأطفال المولودين في لوس ألاموس خلال الحرب تمت تسمية أماكن ولادتهم كصندوق بريد 1663 في منطقة سانتا فيه. وكل الرسائل التي كانت ترسل للمنطقة كانت ترسل على هذا العنوان.
في البداية كان لوس بالاموس مختبراً عسكرياً مع أوبنهايمر وغيرهم من الباحثين حيث كان جميعم مكلفين عسكريين. لدرجة أن أوبنهايمر أمر ضابط برتبة مقدم، ولكن اثنيين من الفيزيائيين الرئيسيين روبرت باشر أيزيدور اسحق رابي رفضوا الفكرة. غروفز وأبنهايمر وجدا حلاً وسطاً حيثُ تم تشغيل المختبر من جامعة كاليفورنيا. وكانت كل المسؤوليات المالية والمشتريات من مسؤولية جامعة كاليفورنيا بعد 1 يناير 1943 بموجب خطاب نوايا من مكتب البحث والتطوير العلمي (OSRD). ثم حل محله عقد رسمي مع مقاطعة منهاتن 20 نيسان (إبريل) 1943، ووجهت العمليات المالية إلى موظف الأعمال المقيم السيد مونسي. وكان القصد في النهاية من ذلك عسكرة المشروع عند البدأ بتجميع القنبلة، ولكن بحلول هذا الوقت كان قد أصبح المشروع مكتمل لدرجة أن هذه الخطوة لم تعد ضرورية وغير عملية، والصعوبات التي كان من المتوقع حدوثها مع المدنيين العاملين بالمشاريع الخطيرة لم تحدث.

## التنظيم

### عسكريا
كان العقيد جون هارمان أول قائد عسكري في لوس ألاموس؛ إذ انضم إلى مكتب سانتا فيه وكان برتبة مقدّم في 19 يناير 1943، وتمت ترقيته إلى عقيد في 15 فبراير. أصبحت لوس ألاموس مؤسسة عسكرية رسمياً في 1 نيسان (إبريل) 1943، وهو كان قد انتقل إلى لوس ألاموس في 19 إبريل. في أيار (مايو) 1943 خلفه المقدم ويتني آشبريدج، الذي كان خريج مدرسة لوس ألاموس ريتش. في نشرين الأول (أكتوبر) 1944 خَلَفَه المقدم جيرالد تايلر. ثم العقيد لايل سيمان في تشرين الثاني (نوفمبر) 1945، ثم العقيد هيرب جي في أيلول (سبتمبر) 1946. وكان القائد العسكري مسؤولاً أمام غروفز مباشرةً، وكان مسؤولاً عن البلدة والممتلكات الحكومية والعسكريين.

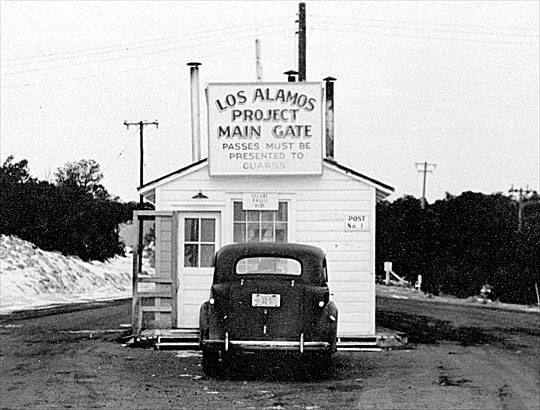
البوابة الرئيسية للوس ألاموس

لزم المختبر وجود أربع وحدات عسكرية. الكتيبة إم بي، من وحدة قيادة الخدمات رقم 4817، وصلت من فورت رايلي في ولاية كانساس في (نيسان) نيسان (إبريل) 1943. كان عدد أفرادها الأولي 7 ضباط، و196 جندي؛ بحلول ديسمبر 1946 أصبح لديهم 9 ضباط و486 جندي، حيثُ كانوا يشغلون 44 مركز حراسة على مدار الساعة. كما تم تنشيط وحدة قيادة الخدمة المؤقتة (PED)، وهي من وحدات قيادة الخدمة رقم 4817، وقد قدمت من معسكر كليبورن في ولاية لويزيانا في 10 نيسان (إبريل) 1943. كل هؤلاء الرجال عملوا في مختلف الوظائف في جميع أنحاء المنشأة، مثل العمل في البويلرات، ومجمع المحركات، وقاعات الركام، بالإضافة للمحافظة على المباني والطرق. وبلغ أعلى عدد لقوات PED‏ 465 جندي، وتم حلها في 1 تموز (يوليو) 1946.
كما قدِم للمشروع في 17 نيسان (إبريل) 1943 كتيبة الفيلق المساعد الأول للجيش النسائي (WAAC) والذي كان نشطاً في فورت ستيل بولاية أوكلاهوما. في البداية كان عدد الفيلق ضابط واحد و7 مساعدات. ليصبح الفيلق (WAAC) المساعد فيلقاً رئيسياً باسم فيلق جيش المرأة (WAC) في 24 آب (أغسطس) 1943، وأصبحت الكتيبة جزءً من وحدة قيادة الخدمة رقم 4817، تتكون من ضابط و43 جندية. وبلغ العدد الأقصى لهذا الفيلق 260 امرأة في آب (أغسطس) 1945. وقد قامت فرقة الجيش النسائي (WAC) بالعديد من الوظائف المتنوعة، كالطهي، والقيادة، وعاملات هاتف، في حين عملت أخريات في المكتبات والكتابة وفي المستشفيات. وأجرى بعضهن بحوثاً علمية عالية التخصص داخل المجال التقني.
نشطت كتيبة الهندسة الخاصة (SED) في تشرين الأول (أكتوبر) 1943 كجزء من وحدة الخدمات التقنية رقم 9812. تتكون هذه الكتيبة من الأشخاص الذين يملكون المهارات التقنية أو أصحاب الشهادات العليا، وكان معظمهم مأخوذين من البرامج التدريبية المتخصصة للجيش. ومنعت سياسات وزارة الحرب منح تأجيل من الخدمة للرجال دون سن 22 سنة، لذلك تم إلحاقهم بكتيبة الهندسة الخاصة. حتى وصل أكبر عدد للكتيبة في 1,823 في آب (أغسطس) سنة 1945. وعمل جنود هذه الكتيبة في جميع مناطق مختبر لوس ألاموس.

### مدنيا

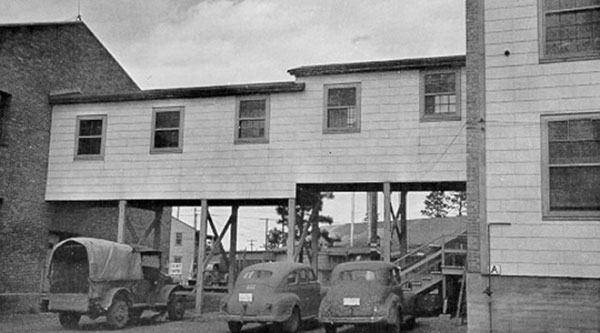
الممر بين المبنيين A وB في المنطقة التقنية

بوصفه مديراً لمختبر لوس ألاموس، لم يعد أوبنهايمر مسؤولاً أمام كومبتون، لكن مسؤوله المباشر كان غروفز. فقد كان مسؤولاً عن الجوانب التقنية والعلمية في مشروع Y. جمع نواة موظفيه من عدة مجموعات كانت تعمل تحت إشرافه في حسابات النيوترونات. كان من بينهم سكرتيرته. وتضمن الفريق كل من سيربر وماكميلان من فريقه الأصلي، ومجموعتي إميليو سيغري وجوزيف كينيدي من جامعة كاليفورنيا، ومجموعة هاري وليامز من جامعة منيسوتا ومجموعة جو ماكبين من جامعة ويسكونسن-ماديسون، ومجموعة فيلكس بلوتش من جامعة ستانفورد ومارشال هولواي من جامعة بيردو. كما ضمن خدمات كل من هانز بيث وروبرت باتشير من مختبر الإشعاع في معهد ماساتشوستس للتكنولوجيا وجون مانلي ومجموعته من مختبر المعادن التابع لمشروع مانهاتن بمن فيهم ريتشارد فاينمان الذي كان مسؤولاً عن أبحاث مشروع مانهاتن في جامعة برنستون. جلب هؤلاء معهم قدراً كبيراً من المعدات العلمية القيمة. قامت مجموعة ويلسون بتفكيك السيكلوترون في جامعة هارفارد ونقلوه إلى لوس ألاموس. كما أحضر ماكيبان جهازي فان دي غراف من وسكنسون، وأحضر مانلي «مسارع كوككروفت-والتون» من جامعة إلينوي في إربانا-شامبين.
كانت الاتصالات مع العالم الخارجي تتم عبر خط واحد فقط، يمر من خلال الغابات، واستمر ذلك حتى نيسان (إبريل) 1943، حيث حلّ محلها خمسة خطوط هاتفية تابعة للجيش؛ ليرتفع عدد خطوط الهاتف لثمانية في آذار (مارس) 1945. كما كان يوجد ثلاثة أجهزة مبرقات كاتبة مزوّدة بآلات تشفير. تم تركيب أول جهاز منها في آذار (مارس) 1943، وأُضيف اثنان آخريان في أيار (مايو) من نفس العام. أُزيل أحد هذه الأجهزة في تشرين الثاني (نوفمبر) 1945. كانت الهواتف توجد في المكاتب، لكن لم يُسمح بوجودها في المنازل، حيثُ اعتبر الجيش ذلك خطراً أمنياً. مع ذلك تم وضع بعض الهواتف العامة في البلدة لحالات الطوارئ. وبما أنه لم تكن توجد وسيلة لمنع استخدام خطوط الهاتف، فإن المعلومات السرية لم يكن يُسمح بمناقشتها عبر الهاتف. في بداية الأمر كان تشغيل الهواتف يتم فقط أثناء ساعات العمل حتى زاد عدد أفراد فيلق جيش المرأة (WAC) بأعداد كافية لتشغيله على مدار الساعة.

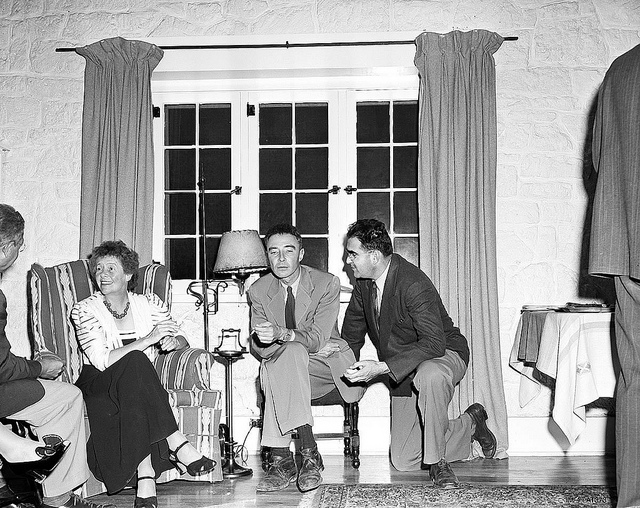
أيزيدور إسحق رابي، دوروثي ماكيبين، روبرت أوبنهايمر، فيكتور ويسكوبف في منزل أوبنهايمر في لوس ألاموس سنة 1944.

شجعت بيئة العمل في لوس ألاموس على عمل المرأة، فنقص الأيدي العاملة والمخاوف الأمنية بشأن جلب أيدي عاملة محلية. فبحلول أيلول (سبتمبر) 1943، كان ما يقارب 60 سيدة من زوجات العلماء يعملن في الأعمال التقنية. وكان حوالي 200 من أصل 600 عامل في المختبر والمستشفى والمدرسة من النساء في تشرين الأول (أكتوبر) 1944. أغلب العاملات كُنّ يعملن في المناصب الإدارية، لكن بعضهن مثل ليلي هورنيغ وجين هاملتون هول، وبيغي تيترتون كن يعملن كعالمات وتِقَنيّات. وترأست شارلوت سيرفر مجموعة المكتبات A-5. كما عمل عدد كبير من النساء في الحسابات العددية ضمن مجموعة T-5  وكانت دوروثي ماكيبين مديرة مكتب سانتا فيه لاستقدام ونقل العاملين بالمشروع منذ افتتاحه في 27 آذار (مارس) 1943.
أدار مختبر لوس ألاموس مجلس إدارة كان يضم أوبنهايمر وروبرت باشر وهانز بيث وجوزيف كينيدي وهيوز (مدير الموظفين) وميتشل (مدير المشتريات) وديك بارسونز. لاحقاً تم تعيين إدوين ماكميلان وجورج كيستياكوسكي وكينيث بينبريدج. وقُسم المختبر إلى خمسة أقسام: قسم الإدارة (A) والقسم النظري (T) وكلاهما تحت قيادة هانز بيث، قسم التجارب الفيزيائية (P) بقيادة باشر، قسم الكيمياء والتعدين (CM) بقيادة كينيدي، قسم الهندسة والمعدات الحربية (E) بقيادة بارسونز. وخلال العامين 1943 و1944 زاد حجم جميع الأقسام، وبقي القسم (T) الأصغر رغم مضاعفة حجمه ثلاث مرات، والقسم (E) أصبح أكبر الأقسام حجماً. وكانت عمليات التنقل بين الأقسام تشكل تحدياً أمنياً. لذلك كان من الضروري منح بعض العلماء وخاصةً أوبنهايمر ميزة الوصول إلى المنطقة التقنية دون الحصول على تصريح. ومن أجل رفع كفاءة العمال، وافق غروفز بعملية مختصرة، أوصى بها أوبنهايمر لكبار العلماء وثلاثة موظفين آخرين، بأن يقوموا بالإشراف على العلماء والتقنيين المبتدئين.
تم تطوير مختبر لوس ألاموس بواسطة بعثة بريطانية بقيادة جيمس تشادويك. وكان أول الواصلين أوتو روبرت فريش وإرنست تيترتون، ولاحقاً وصل نيلز بور وابنه آجي بور، والسيد جيفري إنغرام تايلور وهو خبير في الديناميكا المائية الذي قدم مساهمة كبيرة في فهم لااستقرارية رايلي-تايلور. يحدث هذا اللااستقرار عندما يتصادم سائلان بكثافات مختلفة فيدفع السائل الأقل كثافة إلى الأثقل، وكان ذلك جيداً لتفسير التجارب على المتفجرات، والتنبؤ بقوة المتفجرات، وتصميم بادئ سلسلة من التفاعلات النيوترونية، وتصميم القنبلة الذرية نفسها. بقي تشادويك لبضعة أشهر فقط، خلفه رئيس البعثة البريطانية رودولف بيرلز. كانت الفكرة الأصلية والمفضلة لغروفز، أن العلماء البريطانيين سيعملون كمجموعة منفصلة بقيادة تشادويك، ولكن سريعاً ما تم تفادي هذه الخطة ليتم دمج المجموعة البريطانية تماماً في المختبر. وعملوا في جميع الأقسام، ولم يستبعدوا إلا من الكيمياء والبلوتونيوم والتعدين. ومع إقرار قانون الطاقة الذرية لعام 1946، والمعروف باسم قانون مكماهون، اضطر جميع موظفي الحكومة البريطانية إلى المغادرة. وقد غادر الجميع بحلول نهاية عام 1946، باستثناء تيترتون، الذي مُنِح سلطة خاصة، وظل حتى 12 أبريل 1947. انتهت البعثة البريطانية بالكامل عندما غادر.

## السلاح على مبدأ الانشطار النووي

### الأبحاث
في سنة 1943 تركزت جهود التطوير على السلاح ذات مبدأ الانشطار النووي باستخدام البلوتونيوم والذي سُمي لاحقاً قنبلة الرجل النحيف. أسماء الثلاث قنابل الذرية التي تم تصميمها كانت (الرجل البدين، الرجل النحيف، الولد الصغير)، تمت تسميتها من قِبل روبرت سيربر، والذي اختار الأسماء بناءً على تصميم شكل القنبلة. قنبلة الرجل النحيف كانت ذات شكل طولي، والاسم اشتق من رواية الرجل النحيف من تأليف داشييل هاميت، وسلسلة الأفلام التي تحمل نفس الإسم. أما قنبلة الرجل البدين فكانت ذات شكل دائري ومنتفخ واشتقت من دور الممثل سيدني غرينستريت في فيلم الصقر المالطي. وقنبلة الولد الصغير وهي الأخيرة، واشتق الاسم من الدور الذي لعبه اليشا كوك الابن في نفس الفيلم، حيثُ كان يطلق عليه همفري بوغارت هذا الاسم.
في عدة مؤتمراتٍ عقدت في أبريل ومايو 1943 وضع فيها خطة المختبر لذلك العام. وقدر أوبنهايمر الكتلة الحرجة لليورانيوم 235، مع صيغة تستند إلى نظرية الانتشار التي وضعها ستان فرانكل وإلدريد نيلسون في بيركلي. حيث وضع احتياج المختبر لكتلة 25 كغم من مادة اليورانيوم 235، ولكن كان ذلك مجرد رقم تقريبي. واستند على تبسيط الافتراضات، خاصة أن جميع النيوترونات لها نفس السرعة، كما أن جميع التصادمات مرنة، وهي متناثرة ومتناحية وأن متوسط المسار الحر للنيوترونات في النواة هي نفسها. وتعمل شعبة هانز بيته وخاصة مجموعة T-2 المتخصصة بنظرية الانتشار، وقسم السيد ريتشارد فاينمان T-4 المتخصص بمشاكل الانتشار على تحسين النماذج النظرية خلال الأشهر المقبلة. كما طور بيث وفينمان صيغة لكفاءة التفاعل.
لم توجد أي صيغة أدق من القيم الموضوعة؛ وكانت قيم المقاطع العرضية مشكوكٌ فيها، ولم يحدد البلوتونيوم بعد. وسيكون قياس هذه القيم من الأولويات، لكن المختبر يملك 1 غرام فقط من اليورانيوم 235، وميكروغامات من البلوتونيوم. لذلك أسقطت كاهل هذه المهمة عن القسم P للسيد باشر. وقام قسم P-2 للسيد ويليامز بتنفيذ التجربة الأولى في يوليو 1943، واستخدم القسم اثنين من أكبر مولدات فان دي غراف لقياس نسبة النيوترونات في انشطار البلوتونيوم بالمقارنة مع اليورانيوم. كما تم التفاوض مع مختبر المعادن للحصول على 165 ميكوغرام من البلوتونيوم، وتم استلام الكمية في 10 يوليو 1943. وقد تمكن السيد باشر من قياس كمية النيوترونات ناتجة عن كل انشطار نووي لمادة البلوتونيوم 239 وكانت 2.64 ± 0.2، أي حوالي 1.2 ضعف مادة اليوانيوم 235. وحاول تيترتون وبويس مكدانيل من قسم السيد ويلسون P-1 قياس الوقت الذي يستغرقه انبعاث النيوترونات من نواة اليورانيوم 235 عند انشطارها. وقد اعتقدوا بأن معظمها ينبعث بأقل من 1 نانوثانية. وأظهرت التجارب اللاحقة أن الانشطار استغرق أقل من نانوثانية أيضاً. ومع ذلك استغرق تأكيد العلماء على أن عدد النيوترونات المنبعثة متساوية في النيوترونات البطيئة والسريعة وقتاً طويلاً، ولم يتأكد تماماً حتى خريف سنة 1944.
زار جون فون نيومان مختبر لوس ألاموس في سبتمبر 1943، وشارك في مناقشات مختلفة حول الأضرار التي ستُحدثها القنبلة الذرية. وأوضح أنه في حين أن الضرر الناجم عن انفجار صغير يتناسب طردياً مع الاندفاع (متوسط الضغط الناتج من مرات الانفجار خلال التفجير)، فإن الضرر الناجم عن الانفجارات الكبيرة مثل القنبلة الذرية سيحدده ضغط الذروة، الذي يعتمد على الجذر التكعيبي لطاقته. السيد بيث أثبت لاحقاً أن 10 كيلوطن من مادة تي أن تي سينتج عنها ضغط يزيد عن (10 كيلو باسكال) في الظروف الطبيعية، وبالتالي يؤدي إلى أضرار جسيمة داخل دائرة نصف قطرها 3.5 كم.

### التطوير
عُين ويليام بارسونز رئيساً لقسم الذخائر والهندسة في يونيو 1943 بناءً على توصية من بوش وكونت. والسيد تولمان عمل في هذا القسم لجلب القوى البشرية العاملة لتطوي السلاح، لذا جلب جون ستريب وتشارلز كريتشفيلد وسيث ندرمير من المعهد الوطني للمعايير والتقنية. وتم تقسيم هذا القسم إلى 5 مجموعات، وكان قادة المجموعات كالتالي: المجموعة الرئيسية الأولى E-1 بقيادة إدوين ماكميلان، المجموعة E-2 بقيادة كينيث بينبريدج (للأجهزة والمعدات)، المجموعة E-3 بقيادة روبرت برود (تطوير الصمامات الكهربائية)، والمجموعة E-4 بقيادة كريتشفيلد (لعملية القذف، والهدف والمصدر)، المجموعة E-5 بقيادة ندرمير (للانفجار الداخلي). لاحقاً تمت إضافة مجموعتين أو أكثر في خريف 1943، فالمجموعة E-7 بقيادة نورمان رامسي (للتوزيع)، والمجموعة E-8 بقيادة جوزيف هيرسشفيلدر (للمقذوفات الداخلية).

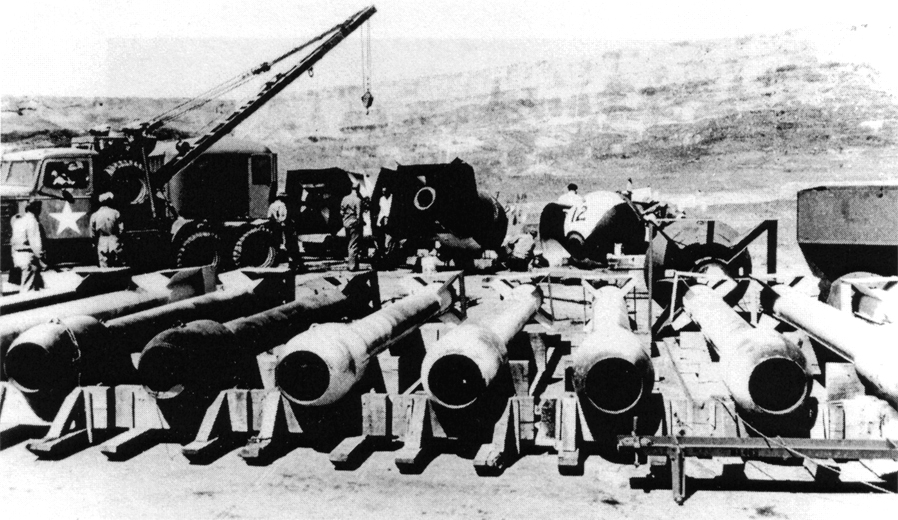
صف من أغلفة قنابل الرجل النحيف. وفي الخلفية تظهر أغلفة قنابل الرجل البدين، وشاحنتين لتحريكهم.

تم تأسيس أرض دائمة عند مزرعة أنشور. للسلاح الذي لن يكون عادياً، وكان لا بد من تصميم الموقع بالرغم من غياب معلومات مهمة جداً مثل الكتلة الحرجة للسلاح. كما كان من معايير التصميم أن السلاح سيكون له سرعة فوهة تُقدر بـ3000 قدم بالثانية (910 م/ث)؛ حيثُ أن الأنبوب سوف يزن (0.91 طن) بدلاً من الوزن السابق (4.5 طن) لكل أنبوب مع نفس الطاقة؛ ولذلك تم تصنيع السلاح من سبائك الفولاذ؛ ليتحمل ضغطاً على مؤخرته يصل إلى 75,000 رطل لكل بوصة مربعة (520,000 كيلو باسكال)؛ ويجب أن يكون السلاح بثلاث مناطق متفجرة. ولأنه سوف يطلق لمرة واحدة فقط، البرميل يجب أن يكون أخف وزناً من السلاح السابق. كما أنها لا تتطلب وجود آليات ارتدادية أو حلزونية. وأشرف على حسابات منحنيات الضغط هيرسشفيلدر في المختبر المختبر الجيوفيزيائي، قبل انضمامه إلى مختبر لوس ألاموس.
في الوقت الذي كان الانتظار حتى يتم تصنيع السلاح في معامل سلاح البحرية، تم اختبار جميع أنواع الاندفاع الذاتي. قام هيرسشفيلدر بإرسال جون ماجي إلى أحد المناجم التجريبية التابعة لدائرة المناجم الأمريكية في منطقة بروسيتون (بنسيلفانيا) لاختبار نظام الدفع والإطلاق. وأجريت اختبارات في مزرعة أنشور على سلاح عيار 3″/50 (76 ملم). مما يسمح بالضبط الدقيق لأجهزة الاختبار. وقد وصلت أول أنبوبتين إلى لوس ألاموس في 10 مارس 1944، وبدأت اختبارات الإطلاق تحت إشراف توماس أولمستيد بشكل مباشر، والذي له الخبرة في مثل تلك العمليات في دالغرين (فيرجينيا). تم اختبار الإطلاق ناشئ عن قوة ضغط تصل إلى 80,000 رطل لكل بوصة مربعة (550,000 كيلو باسكال). وقامت مجموعة برود بالتحقيق في أنظمة الصمامات، واختبار مقاييس الارتفاع للرادار، والصمامات التقاربية، والصمامات البارومترية لقياس الارتفاع.
وأجريت الاختبارات باستخدام مقياس الارتفاع الراداري من النوع الترددي المعروف باختصار AYD ونمط نبض يعرف باسم 718. وقدمت تعديلات على AYD من قِبل شركة مختبرات نوردين بموجب عقد OSRD. وعندما تم تصنيع النمط 718، اتصلت شركة شركة راديو أمريكا لتزويد المشروع بأنظمة بذيل رادار تحذيري جديد (AN/APS-13)، سمي لاحقاً آرشي، وكان ذلك إضافات تحسينية فقط، يمكن أن تساعد أكثر بعمل مقياس الارتفاع الراداري. الأنبوب الثالث وصل إلى لوس ألاموس في أبريل 1944، وتم اختبارها في شهر مايو حيثُ أُطلقت من طائرة بيتشكرافت موديل 18، تبعتها اختبارات إسقاط كاملة النطاق في شهري يونيو ويوليو. كانت الاختبارات ناجحة تماماً، بينما استمرت حدوث المشاكل مع نظام AYD. لذلك تم الاعتماد على نظام الآرشي، على الرغم من النقص الشديد في أنابيب الاختبار في أغسطس 1944، والذي أدى لإعاقة عمل الاختبارات. وقد قامت طائرة فضية اللون من نوع بوينغ بي-29 سوبر فورترس باختبار اطلاق قنبلة رجل نحيف بعد انطلاقها من قاعدة إدواردز الجوية في مارس ويونيو لسنة 1944.

## البلوتونيوم
في اجتماع اللجنة التنفيذية S-1 الذي عقد في 14 تشرين الثاني (نوفمبر) 1942، أعرب تشادويك عن مخاوفه من أن جسيمات ألفا المنبعثة من البلوتونيوم قد تنتج نيوترونات في العناصر الخفيفة الموجودة كشوائب، والتي بدورها ستُنتج انشطاراً في البلوتونيوم وتسبب تفجيراً مبكّراً وسلسلة من التفاعلات العكسية قبل أن يتم تجميع القلب بشكلٍ كامل. حسب سيبورغ أن باعثات النيوترونات كالبورون يجب أن تقتصر على جزء واحد في مئة مليار. كان هناك شكوك حول ما إذا كان ممكناً تطوير العملية الكيميائية بحيث تضمن هذا المستوى من النقاوة، وجلب تشادويك انتباه اللجنة التنفيذية S-1 لهذه المسألة لأخذها بالحسبان أكثر. بعد أربعة أيام بعث لورانس أوبنهايمر وكومبتون وماكميلان تقريراً لكونانت يفيد بأن لديهم الثقة بأن متطلبات النقاء الدقيق يمكن تحقيقها.

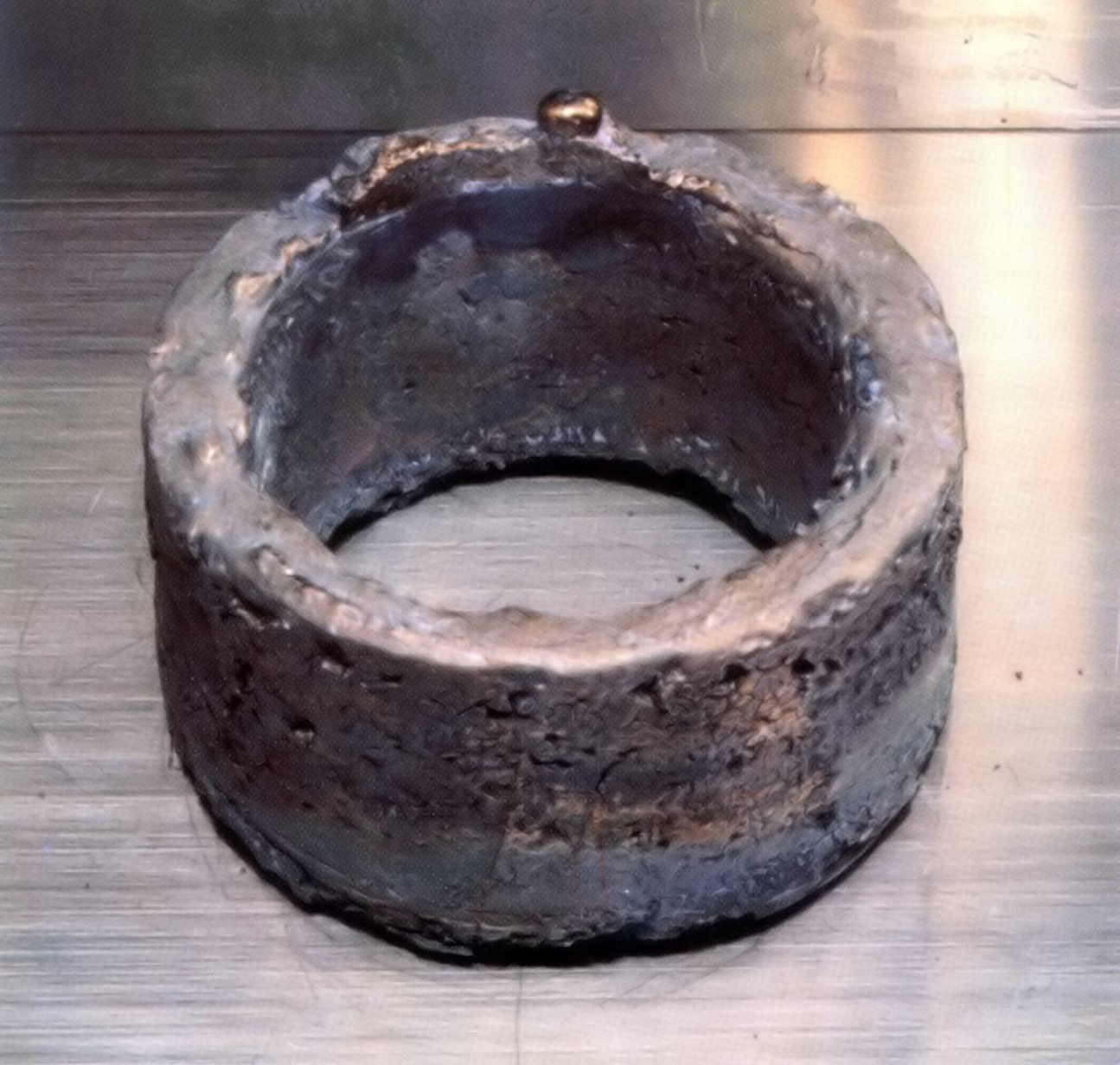
حلقة من البلوتونيوم المكرر كهربائياً. نسبة النقاء 99.96%، تزن 5.3 كغم، وقطرها 11سم. هذه الكمية كافية لنواة قنبلة ذرية واحدة. يساعد الشكل الحلقي في تحقيق الأمن.

كانت كميات مجهرية فقط متوفرة من البلوتونيوم إلى أن توفر المفاعل الجرافيتي X-10 في شركة كلينتون الهندسية في الرابع من تشرين الثاني (نوفمبر) 1943، لكن كان قمة إشارات مثيرة للقلق. عندما تم إنتاج فلوريد البلوتونيوم في مختبر المعادن، كان لونه أحياناً مضيئاً، وأحياناً معتماً، على الرغم من أن العملية الكيميائية كانت هي نفسها. عندما تمكّنوا من خفضه إلى معدن البلوتونيوم في تشرين الثاني 1943، كانت الكثافة المقاسة 15 غم/سم3 وأشار القياس باستخدام تقنيات تشتت الأشعة السينية إلى كثافة بلغت 13 غم/سم3. وكان هذا سيئاً؛ فقد افتُرض أن الكثافة كانت نفس كثافة اليورانيوم وقدرها 19 غم\سم3. لو كانت هذه الأرقام صحيحة، سيكون هناك حاجة للمزيد من البلوتونيوم لصنع القنبلة. لم يُعجب كينيدي بطموح سيبورغ وطريقته لمحاولة لفت الأنظار، وضع كينيدي مع آرثر واهل إجراءً لتقنية تنقية البلوتونيوم مستقلة عن مجموعة سيبورغ. عندما تم الحصول على عينة في شباط (فبراير)، تم اختبار ذلك الإجراء. في ذلك الشهر، أعلن مختبر ميتالورجيك أنه تبين وجود فلوريدين مختلفين: الفلوريد ذو اللون الفاتح رباعي فلوريد البلوتونيوم (PuF4) وثلاثي فلوريد البلوتونيوم الغامق (PuF3). وسرعان ما اكتشف الكيميائيون كيفية جعلها انتقائية، وتبين أن التقنية السابقة كانت أسهل في تقليل المعدن. أشارت القياسات التي أجريت في آذار (مارس) 1944 إلى أن الكثافة تتراوح بين 19 و20  غم/سم3.
بدأت مجموعة إيريك جيت CM-8 (بلوتونيوم ميتالورجي) بتجريب معدن البلوتونيوم بعد استلام كميات غراميّة في مختبر لوس ألاموس في آذار (مارس) 1944. بتسخينه، اكتشف علماء المعادن خمس درجات حرارية بين 137 و580 درجة مئوية ()279 و1,076 °F يبدأ عندها امتصاص السخونة دون زيادة في الحرارة. كان ذلك مؤشراً قوياً على تآصل البلوتونيوم المتعدد؛ لكنه أعتبر أيضاً أمرٌ غريب جداً ليُصدّق. أثبتت المزيد من الاختبارات تغيّر الحالة عند درجة حرارة 135 درجة مئوية. دخل المرحلة δ بكثافة 16 غم\سم3. ادّعى سيبورغ أن درجة انصهار البلوتونيوم تتراوح بين 950 و 1000 درجة مئوية مماثلة لدرجة انصهار اليورانيوم، لكن علماء المعادن في مختبر لوس ألاموس سرعان ما اكتشفوا أنه يذوب عند درجة 635 مئوية. تحوّل الكيميائيون لاحقاً لتقنيات إزالة شوائب العناصر الخفيفة من البلوتونيوم؛ لكن في 14 تموز (يوليو) 1944، أخبر أوبنهايمر كينيدي أن هذه العملية لن تكون مطلوبة.

للبلوتونيوم ستة أشكال متآصلة عند ضغط المحيط: "ألفا(α)"، "بيتا (β)"، "غاما (γ)"، "دلتا (δ)"، "دلتا أولي (δ')"، و"إبسلون (ε)"

أثيرت فكرة الانشطار التلقائي من قبل نيلز بور وجون أرتشيبالد ويلر أثناء معالجتهما لآلية الانشطار النووي عام 1939. أجريت أول محاولة لاكتشاف الانشطار العفوي في اليورانيوم على يد ويلارد ليبي، لكنه فشل في الكشف عن ذلك. لكن تمت ملاحظة ذلك في بريطانيا على يد فريتش وتيتيرتون، أيضاً في الاتحاد السوفيتي بشكلٍ منفصل على يد جورجي فليروف وكونستانتين بيترجاك عام 1940؛ وينسب الاكتشاف إلى هذين الآخيرين. كما سمع كومبتون من العالم الفيزيائي الفرنسي بيير أوغر أن فردريك جوليو-كوري اكتشف ما يمكن أن يكون أنشطاراً تلقائياً في البولونيوم. لو كان ذلك صحيحاً، لكان أعاق استخدام البولونيوم في محرّصات النيوترون؛ لو كان هذا صحيحاً بالنسبة للبلوتونيوم، فقد يعني أن تصميم نوع-المدفع لن يعمل. كان الإجماع في مختبر لوس ألاموس أنه لم يكن صحيحاً، وأن ما حصل عليه جوليو-كوري قد شُوّه بالشوائب.
في مختبر لوس ألاموس، خُصصت مجموعة إيميليو سيغري P-5 (النشاط الإشعاعي) لقياسه في نظائر اليورانيوم 234 و235 و238،وفي البلوتونيوم والبولونيوم بروتكتينيوم وثوريوم. لم يكن أعضاء المجموعة قلقين بشأن البلوتونيوم نفسه، بل كان مصدر قلقهم الرئيسي المشكلة التي أثارها تشادويك عن التفاعل مع شوائب العنصر الخفيفة. أجرى سيغري ومجموعته المكونة من فيزيائيين شباب تجربتهم في مقصورة قديمة لخدمات الغابات في باجاريتو كانيون، على بعد 23 كم من المنطقة التقنية، وذلك لتقليل الإشعاع الذي ينبعث من أبحاث أخرى تجرى في لوس ألاموس.

## السلاح على مبدأ الانضغاط الداخلي

استخدمت العدسات المتفجرة لضغط قلب الانشطار داخل السلاح النووي من نوع الانفجار الداخلي.

بدأ العمل على طريقة بديلة لتصميم القنبلة، المعروفة باسم الانفجار الداخلي، من قِيَل مجموعة نيديرماير E-5. خلال مؤتمر نيسان (إبريل) 1943 تخيّل سيربير وتولمان الانفجارات كوسيلة تجميع قطع من المواد الانشطارية معاً لتشكيل كتلة حرجة. كانت الفكرة تتمور حول استخدام المتفجرات لسحق كمية من المواد الانشطارية إلى أشكال أصغر حجماً وأكثر كثافة. عندما تجمع الذرات الانشطارية مع بعضها يزيد معدل التقاط النيوترونات، وتتشكل كتلة حرجة يجب نقل المعدن لمسافات قصيرة فقط، بحيث يتم تجميع الكتلة الحرجة بوقت أقل بكثير من الوقت المستغرق بطريقة البندقية. في ذلك الوقت، كانت فكرة استخدام المتفجرات بهذه الطريقة جديدة تماماً. لتسهيل العمل، تم إنشاء مصنع صغير في آنكور رانش لصب الأشكال المتفجرة.
خلال عام 1943، اعتبر الانفجار الداخلي مشروعاً احتياطياً في حال ثبت أن طريقة المدفع غير عملية لأي سبب. أُسر فيزيائيون نظريون مثل بيث وأوبنهايمر وتيلير بفكرة تصميم قنبلة ذرية جعلت استخدام المواد الانشطارية أكثر كفاءة، وأتاحت استخدام مواد أقلّ نقاءً. كانت هذه مزايا جاذبة لغروفز. لكن في حين أظهرت تحقيقات نيديرماير عام 1943 وبدايات 1944 عن الانفجارات أن النتائج واعدة، كان من الواضح أن المشكلة ستكون أكثر صعوبة من المنظور النظري والهندسي من تصميم المدفع. في تموز (يوليو) 1943، كتب أوبنهايمر إلى جون فون نيومان يطلب المساعدة، واقترح أن يزور لوس ألاموس حيث يمكنه الحصور على فكرة أفضل عن مشروع باك روجرز.
في ذلك الوقت، كان فون نيومان يعمل في مكتب الذخائر التابع للبحرية، جامعة برينستون، ولدى NDRC. ناشد أوبينهايمر وغروفز وبارسونز كل من تولمان والإدميرال وليام بورنيل للتخلّي عن فون نيومان. زار نيومان لوس ألاموس منذ 20 أيلول (سبتمبر) حتى 4 تشرين الأول (أكتوبر) 1943. استناداً إلى عمله الأخير في موجة الانفجار والحشوات المشكّلة المستخدمة في القذائف الخارقة للدروع، اقترح استخدام شحنة مشكّلة شديدة الانفجار لتحدث انفجاراً داخلياً في القلب الكروي. عقد اجتماع مجلس الإدارة في 23 أيلول (سبتمبر) تقرر فيه التقارب مع جورد كيستياكوفسكي، وهو خبير مشهور في مجال المتفجرات عمل في OSRD للاقناعه بالانضام إلى مختبر لوس ألاموس.على الرغم من تردّده، إلا أنه وافق في تشرين الثاني (نوفمبر). وأصبح موظفاً متفرغاً في 16 شباط (فبراير) 1944، كما أصبح نائب بارسونز في مهام الانفجارات؛ أصبح ماكيلان نائبه في مهمة نوع المدفع. تم تحديد الحجم الأقصى للقنبلة في هذا الوقت بـ 1.5 × 3.7 أمتار من حجم القنبلة B-29.

## قنبلة الولد الصغير
بعد أن أعاد أوبنهايمر تنظيم مختبر لوس ألاموس في تموز (يوليو) 1944، كان العمل على سلاح اليورانيوم من نوع المدفع مركّزاً في مجموعة فرانسيس بيرتش O-1. كان هذا المفهوم متّبعاً بحيث أنه في حالة الفشل في تطوير قنبلة انفجارية، فإنه يمكن استخدام اليورانيوم المخصب على أقل تقدير. من ذلك الوقت فصاعداً، كان يجب العمل على نوع المدفع باستخدام اليورانيوم المخصب فقط، وقد أتاح هذا تصميم قنبلة «الرجل النحيف»، لتكون نموذجاً مبسّطاً إلى حدٍ كبير. لم يعد هناك حاجة لمدفع عالي السرعة، بل كان بالإمكان استبداله بسلاح أبسط، أقصر بما فيه الكفاية ليلائم قنبلة B-29. سمي التصميم الجديد بقنبلة الولد الصغير.

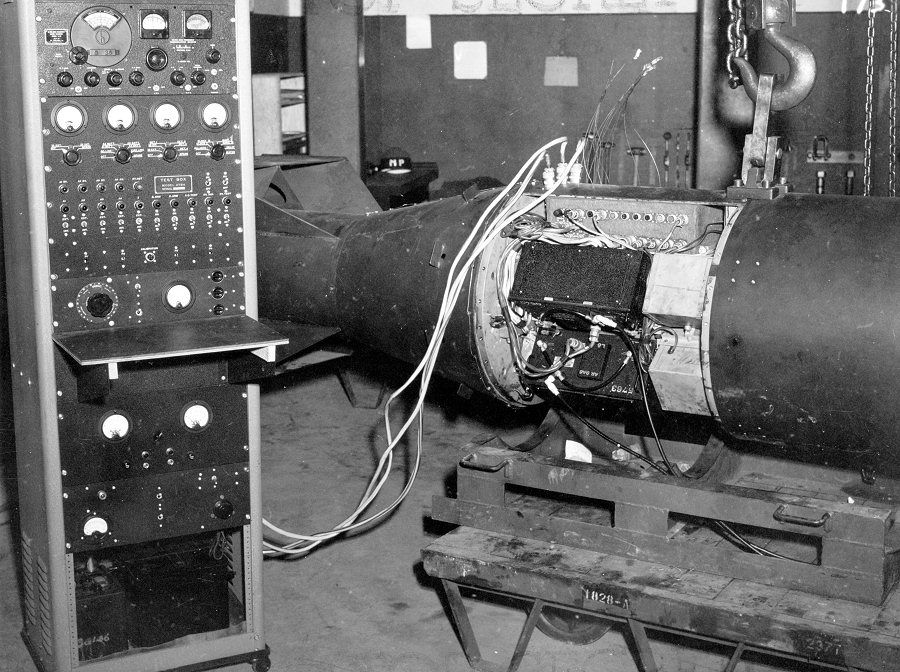
وحدة الولد الصغير في تينيان متّصلة بمعدات الاختبار، وذلك لاختبارها أو لشحن المكونات داخل الجهاز

بعد عدّة محاولات، وصلت أول شحنة من اليورانيوم المخصب قليلاً (13-15% يورانيوم-235) إلى أوك ريدج في آذار (مارس) 1944. بدأت شحنات اليورانيوم المخصب بالوصول في تموز (يونيو) 1944. كانت التجارب الحرجة ومرجل الماء ذات أولوية، لذا لم يتسلم علماء المعادن أي عينات حتى آب (أغسطس) 1944.  في غضون ذلك، أجرى القسم CM تجارب باستخدام هيدريد اليورانيوم. اعتبر القسم T ذلك كمادّة نشطة محتملة. كانت الفكرة أن قدرة الهيدروجين كمسؤول نيوتروني ستعوّض فقدان الكفاءة، لكن وكما ذكر بيث لاحقاً، فإن كفائتها كانت لا تذكر أو كما قال فينمان، هي كفاءة قليلة، تم إسقاط الفكرة بحلول آب (أغسطس) 1944.
طوّر مشروع فرانك سبيدينغ (مشروع أميس) عملية أميس، وهي طريقة لإنتاج معدن اليورانيوم في نطاقٍ صناعي، لكن سيريل ستانلي سميث،  القائد المنتسب لقسم التعدين، كان قلقاً حيال استخدام اليورانيوم عالي التخصيب بسبب الخطر المترتب على تشكيل كتلة حرجة. كان اليورانيوم عالي التخصيب أكثر قيمة من اليورانيوم الطبيعي، وقد أراد سيريل تجنّب خسارة حتى لو مليغرام واحد منه. وظّف سيريل ريتشارد بيكر، وهو كيميائي سبق وعمل مع سبيدينغ، وعملا معاً على تكييف عملية أميس لاستخدامها في مختبر لوس ألاموس. في شباط (فبراير)، أنجز بيكر وفريقه عشرين عملية تخفيض لـ360 غرام وسبعة وعشرين عملية تخفيض لـ500 غرام باستخدام رباعي فلوريد اليورانيوم المخصب.
تم إنتاج نوعين تصاميم المدافع، صُنع النوع A من سبائك الصلب والنوع B صنع من الصلب العادي. اختير النوع الثاني للأنتاج لأنه كان أخف. مواد الإشعال والوقود المختارة كانت نفس المواد التي سبق اختيارها لإنتاج قنبلة الرجل النحيف.{تم إجراء  اختبار إطلاق القذيفة المجوفة وإدراج الهدف باستخدام بندقية معايرة 3 إنش\50 وهيسبانو-سويزا إتش إس 404. بدءاً من كانون الأول (ديسمبر) 
كان اختبار الإطلاق مكتملاً بمقياس كامل. ما يثير الدهشة أن صندوق الاختبار الأول كان الأفضل من تلك التي صممت في الاختبارات الأخرى التي أجريت. فقد استخدم هذا الصندوق في أربعة اختبارات إطلاق واستخدم في نهاية المطاف عند إطلاق الولد الصغير في الهجوم النووي على هيروشيما وناجازاكي. تم الانتهاء من مواصفات التصميم في شباط (فبراير) 1945، ووقعت عقود للسماح ببناء المكونات.استخدمت ثلاث مصانع لتنفيذ التصميم بحيث لا يحوز أحد على نسخة من التصميم كاملاً. فقد تم بناءالمدفع والجزء الخلفي من قبل مصنع المدافع البحري في واشنطن العاصمة، والهدف والصندوق وبعض المكونات الأخرى صنعت في مصنع الذخائر البحرية في سنتر لاين؛ والذيل ومساند الحاضنة في شركة إكسبرت توول أند داي" في ديترويت

## اختبار ترينيتي

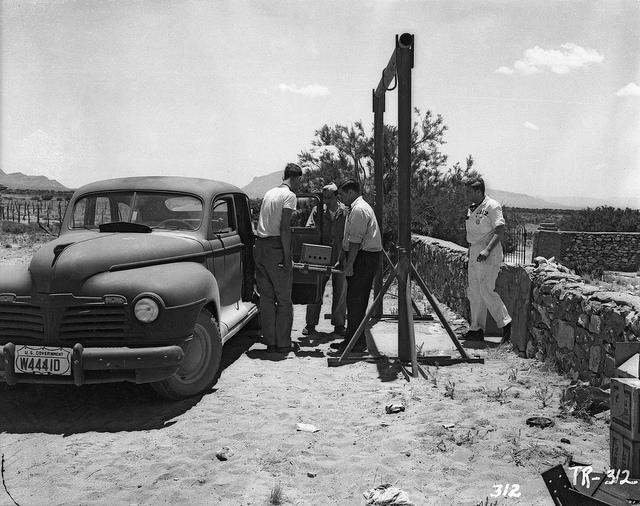
هيربرت ليهر وهاري داغليان يحمّلان وصلة التداخل التي تحتوي على وحدة البلوتونيوم في سيارة ليتم نقلها إلى برج الإطلاق في ترينيتي

نظراً لتعقيد سلاح الانفجار الداخلي، تقرّر أنه وعلى الرغم من هدر المواد الانشطارية، إجراء اختبار أولي. وافق غروفز على الاختبار، على أن يتم استعادة المادة الفعالة. اختار أوبنهايمر إجراء اختبار الأسلحة النووية على نطاق واسع واطلق عليه ترميزاً «ترينيتي Trinity». في آذار (مارس) 1944، أسندت مهمة التخطيط للاختبار إلى كينيث بينبريدج، وهو بروفيسور في الفيزياء في جامعة هارفارد الذي اختار بدوره مجموعة القصف بالقرب من مطار ألاموغوردو العكسري كموقع للاختبار. عمل بينبريدج مع الكابتين صاموييل دافالوس على بناء معسكر قاعدة ترينيتي ومرافقه، والتي ضمّت ثكنات ومستودعات وورش عمل.
لم يستسغ غروفز احتمال تفسير فقدان بلوتونيوم قيمته مليار دولار للجنة مجلس الشيوخ، لذا تم بناء مركب حاوية أسطواني حمل اسم «جامبو» لاستعادة المادة الفعالة في حال فشل الاختبار. وكان طول هذه المركبة 7.6 متراً وعرضها 3.7 متراً، تم تصنيعها من 214 طن طولي من الحديد والصلب بواسطة بابكوك وويلكوكس في باربيرتون في أوهايو. جلبت إلى نيو مكسيكو في قاطرة خاصة ثم نقلت لمسافة 40 كم الأخيرة إلى موقع الاختبار على متن مقطورة سحبها جراران. عند وصولها، كانت الثقة بطريقة الانفجار مرتفعة بما في الكفاية، وكان البلوتونيوم المتوفر كافياً، لذا قرّر أوبنهايمر عدم استخدامه. لكن بدلاً من ذلك، فقد وُضع في قمة برج الصلب على ارتفاع 730 متراً من السلاح كمقياس تقريبي لمدى قوة الانفجار. في النهاية، نجا جامبو، على الرغم من أن البرجين لم يصمدا، ما أضاف مصداقية للاعتقاد بأن جامبو كان سيشهد انفجاراً مدوياً بنحاح.

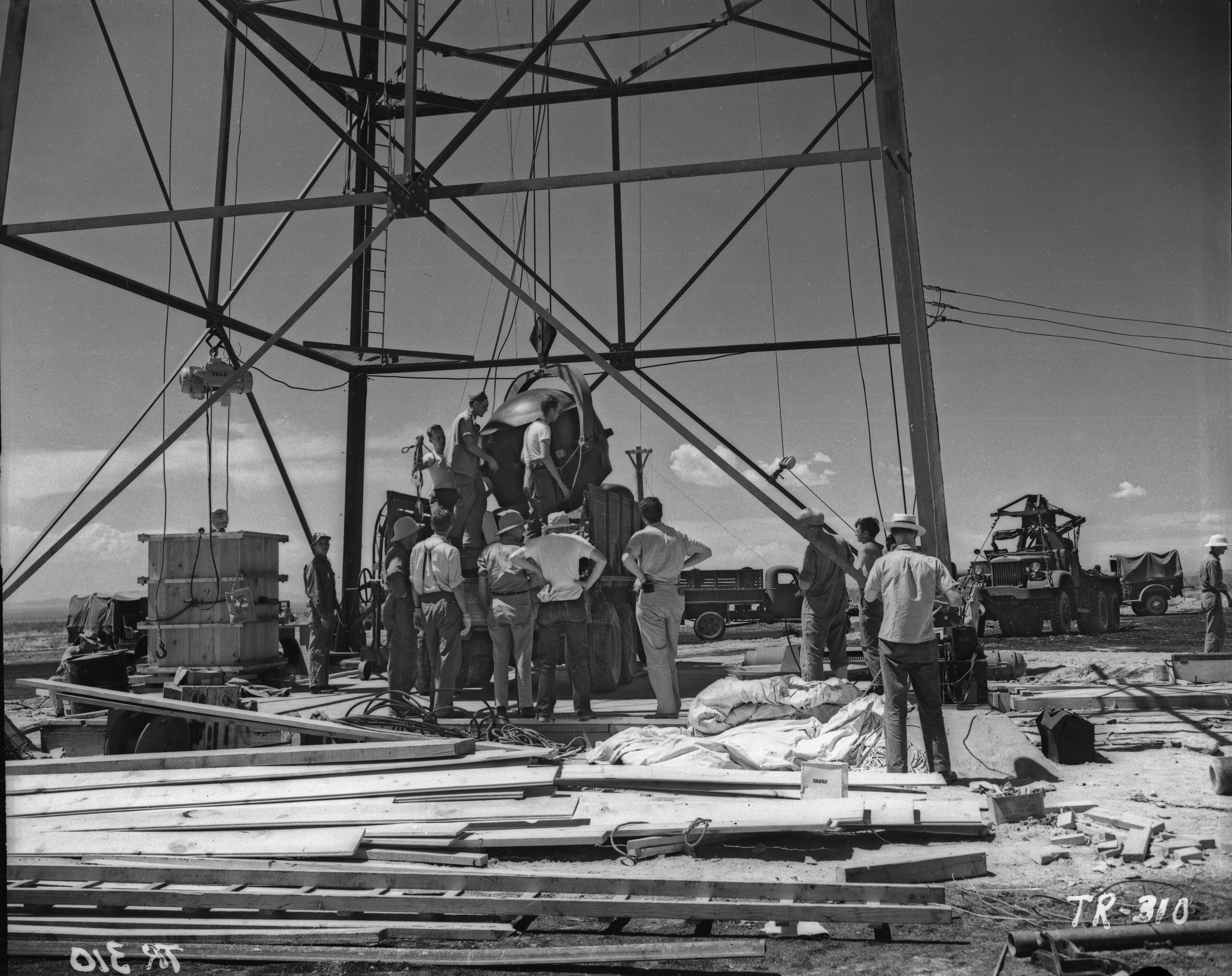
رُفعت متفجرات الآلة إلى أعلى البرج لتجميعها.

أجري تفجير الاختبار الأولي في 7 أيار (مايو) 1945 لمعايرة الأدوات. أقيمت منصة اختبار خشبية على بعد 730 متراً من أرض الإطلاق، كوّم عليها 98 طن من مادة تي إن تي مع منتجات انشطار نووية على شكل سبيكة يورانيوم من موقع هانفورد، تم فكّها وصبّها في أنابيب داخل المتفجرات. أشرف أوبنهايمر على هذا التفجير رافقه العميد توماس فاريل. جمع من هذا الاختبار الأولي بيانات أثبتت أهمية اختبار ترينيتي.
بالنسبة للاختبار الفعلي، تمّ رفع الجهاز الذي لقّب بـ«الأداة» إلى أعلى برج فولاذي ارتفاعه 100 قدم (30 متراً)، إذ أن التفجير على هذا الارتفاع يعطي مؤشراً أفضل عن كيفية تصرّف السلاح عند إسقاطه من المفجّر. التفجير في الهواء عظّم الطاقة المطبّقة على الهدف، وولّد تداعيات نووية أقل. تم تجميع الأداء بإشراف نوريس برادبيري بالقرب من بيت مزرعة ماكدونالد في 13 يوليو، وكان الأمر محفوفاً بالمخاطر فوق البرج في اليوم التالي. من المراقبين كان بوش، تشادويك، كونانت، فاريل، فيرمي، غروفز، لورانس، أوبيتهايمر وتولمان. عند الساعة 5:30 يوم 16 تموز (يوليو) 1945، انفجرت الأداى بطاقة تكافئ حوالي 20 كيلو طن من «تي إن تي»، مخلّفةً حفرة من الترينيتايت (زجاج مشعّ) في الصحراء بعرض 250 قدماً (76 متراً). تم استشعار موجة الصدمة على بعد 100 ميل (160 كم)، ووصلت سحابة الفطر (شكلها بشكل حبة الفطر) إلى ارتفاع 7.5 ميل (12.1 كم). وسمع دوي الانفجار في مناطق بعيدة بُعد منطقة إل باسو في تكساس، لذا أصدر غروفز فصة تغطية عن الانفجار في مجلة الذخائر.

## مشروع ألبيرتا
تأسس مشروع ألبيرتا، ويعرف أيضاً بـ «مشروع A»، في شهر آذار (مارس) 1945، واستوعب المجموعات الموجودة في قسم بارسونز (O) التي كانت تعمل في تحضير القنبلة والتسليم. وقد شملت هذه المجموعات: مجموعة رامسي O-2 (التسليم)، ومجموعة بيرتش O-1 (السلاح)، ومجموعة بينبريدج X-2 (التطوير، الهندسة، الاختبار)، ومجموعة برود O-3 (تطوير الصهر) ومجموعة جورج غالوي O-4 (الهندسة). كان دور هذا المشروع دعم جهود توصيل القنبلة. أصبح بارسونز رئيس مشروع ألبيرتا، مع رامسي كنائب علمي وتقني له، ومع آشورث كضابط العمليات والمناوب العسكري. إجمالاً، تكوّن مشروع ألبيرتا من 51 موظف عسكري وبحري ومدني. كان قائد كتيبة الخدمات التقنية الأولى التي ينتمي لها معظم موظفو مشروع ألبيرتا هو العقيد الملازم بير دي سيلفا، ووفرت الكتيبة خدمات الأمن والإسكان في تينيان. كان ثمة فريقان لتجميع القنابل، فريق تجميع قنبلة الرجل السمين، بقيادة نوريس برادبيري وروجر وارنر، وفرق تجميع الولد الصغير بقيادة بيرتش. كان فيليب موريسون قائد فريق Pit، وبرنارد والدمان ولويس ألفاريز قادا فريق المراقبة الجوية،  وشيلدون دايك كان مسؤولاً عن فريق ذخائر الطائرات. أما الفيزيائيون روبرت سيربر ووليام بيني والنقيب في الجيش الأمريكي الخبير الطبي جيمس نولان فقد كانوا مستشارين خاصين. جميع أعضاء مشروع ألبيرتا تطوّعوا للمهمة.

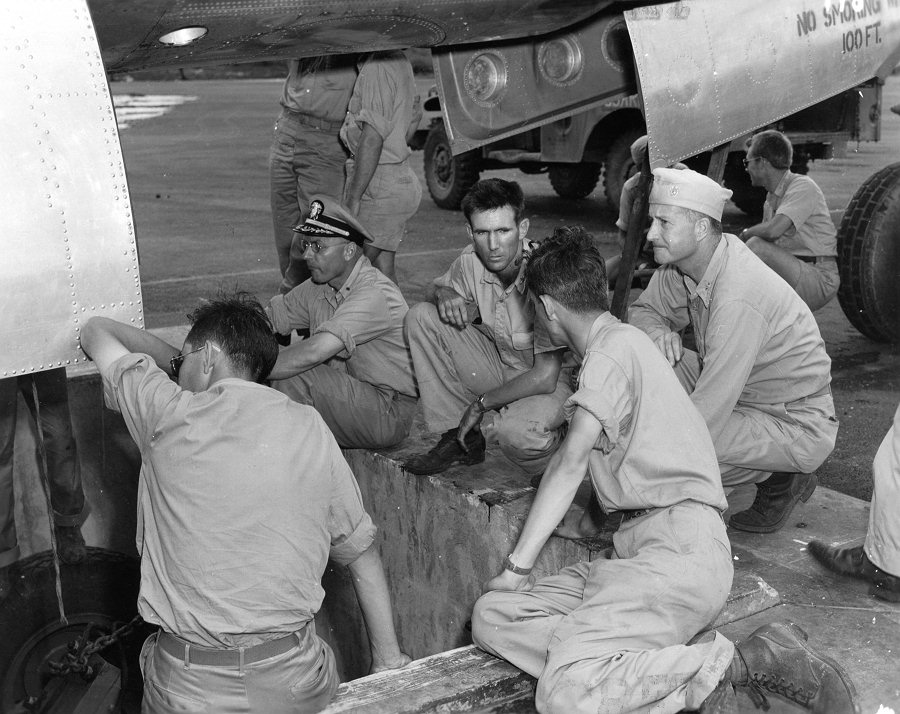
ديك بارسونز (يمين) يشرف على تحميل قنبلة الولد الصغير في إينولا جاي. يقف نورمان رامسي إلى يساره وظهرة إلى الكاميرا

استمر مشروع ألبيرتا بخطة لتجهيز قنبلة الولد الصغير بحلول الأول من آب (أغسطس)، وتجهيز قنبلة الرجل السمين لاستخدامها في أقرب وقت ممكن. في غضون ذلك، تم تنفيذ سلسلة من 12 مهمة قتالية جوية بين 20 و29 تموز (يوليو) ضد أهدافٍ في اليابان باستخدم قنابل اليقطين شديدة الانفجار، وهي إصدارات من قنبلة الرجل السمين مزودة بمتفجرات وليس بقلبٍ انشطاريّ. اشترك كل ٌ من شيلدون دايك وميلو بولستيد من مشروع ألبيرتا في بعض هذه المهام القتالية، كما شارك المراقب البريطاني القائد ليونارد تشيشاير. استُهلكت أربع قنابل الولد الصغير قبل التجميع في اختبارات الاسقاط وهي L-1 L-2 ،L-5 ،L-6.
. أكمل فريق عمل الولد الصغير تجميع قنبلة حية جاهزة للاستخدام في 31 تموز (يوليو). تم إكمال العنصر الأخير في تحضير العملية في 29 تموز (يوليو) 1945. صدرت أوامر الهجوم للجنرال كارل سباتز في 25 تموز (يوليو) موقّعة من رئيس أركان جيش الولايات المتحدة بالوكالة الجنرال توماس هاندي، حيث كان الجنرال جورج مارشال حينها مشاركاً في مؤتمر بوتسدام مع الرئيس هاري ترومان. حدّدت الأوامر أربعة أهداف وهي مدن هيروشيما، كوكورا، نيغاتا، ناغاساكي، وأمرت بأن يتم الهجوم حالما يسمح الطقس بذلك بعد الثالث من آب (أغسطس).
كان تجميع وحدة الرجل السمين عملية معقّدة، تتطلب العديد من الأفراد من فرق عملٍ مختلفة. ولتجنّب الاكتظاط في مبنى التجميع وبالتالي التسبب في حادث، أمر بارسونز بالتزام حدٍ أقصى من المتواجدين في المكان في نفس الوقت. كان على الموظفين الذين أداء المهمة المنوطة بهم انتظار أدوارهم خارج المبنى. تمّ تجميع أول قنبلة «الرجل السمين» والتي عرفت باسم F13 في 31 تموز (يوليو)، ووضعت في اختبار السقوط في اليوم التالي. تلا ذلك القنبلة F18 في الرابع من آب (أغسطس)، والتي اسقطت في اليوم التالي. وصلت ثلاث مجموعات من قنبلة الرجل السمين F31، F32، F33 على متن طائرات B-29 التابعة للمجموعة 509 ووحدة قاعدة القوات الجوية للجيش 216 يوم الثاني من آب (أغسطس). أثناء التفتيش، وُجدت بعض الوحدات شديدة الانفجار من القنبلة F32 في حالة متصدعة وغير صالحة للخدمة. أما القنبلتان الأخريان فقد تم تجميعهما، وقد عُلمت القنبلة F33 للتجريب في حين عُلّمت القنبلة F31 للاستخدام التشغيلي.

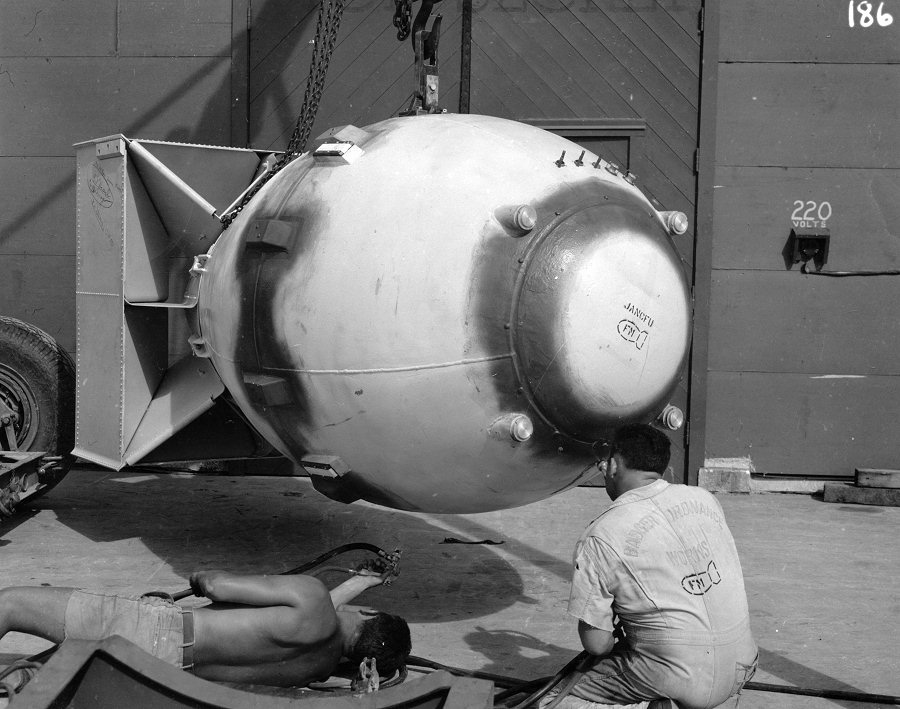
قنبلة الرجل السمين، مرشوشة بمادة الإسفلت السائل المغلِّفة.

كان بارسونز قائد مهمة هيروشيما. قام بارسونز مع الملازم الثاني موريس جيبسون من سرب الذخائر الأول، بإدخال أكياس مسحوق الولد الصغير في مستودع القنبلة في إينولا جاي أثناء الطيران. وقبل الوصول إلى الارتفاع المطلوب للوصول إلى الهدف، حوّل جيبسون مقابس الأمان الثلاثة بين الوصلات الكهربائية في البطارية الداخلية وميكانيكية الإطلاق من الأخضر إلى الأحمر. تم تسليح القنبلة بعد ذلك بالكامل. راقب جيبسون دوائرها. طار أربعة أعضاء آخرين من مشروع ألبيرتا في مهمة هيروشيما. كان كل من لويس ألفاريز وهارولد اجنيو ولورانس جونستون على طائرة المعدات «الفنان العظيم (B-29(». أسقط هؤلاء قنابل بانغوميتر لقياس قولة الانفجار، لكن هذه القنابل لم تستخدم لحساب العائد في ذلك الوقت. كان بيرنارد والدمان مشغّل الكاميرا على طائرة المراقبة. قام بتجهيز كاميرا أفلام فاستاكس عالية السرعة لتصوير الانفجار. لكن والدمان نشي فتح غطاء العدسة ولم يتم تسجيل شيء. طار أعضاء آخرون من الفريق إلى آيوو جيما في حال تم إجبار إينولا جاي على الهبوط هناك، لكن لم يتطلب الأمر ذلك.
التقى بورنيل وبارسونز وبول تيبيتس وسباتز وكورتيس ليماي في غوام في 7 آب (أغسطس)، وهو اليوم التالي لهجوم هيروشيما، وذلك لنقاش ما ينبغي عمله بعد ذلك. أفاد بارسونز أن مشروع ألبيرتا يجب أن يجهّز قنبلة الرجل السمين بحلول 11 آب (أغسطس)، كما هو مخططٌ أصلاً، لكن تيبيتس أشار إلى أن تقارير الطقس تشير إلى أن الظروف الجوية سيئة للطيران في ذلك اليوم لوجود عاصفة، وسأل إن كان بالإمكان أن تكون القنبلة جاهزة في 9 آب (أغسطس). وافق بارسونز على ذلك. كان آشورث آمر السلاح لتلك المهمة، يساعده الملازم فيليب بارنيز من سرب الذخائر الأول على متن الطائرة بوكسكار B-29. كان كلٌ من والتر غودمان ولورنس جونستون على متن طائرة المعدات «الفنان العظيم»، في حين كان ليونارد تشيشاير ووليام بيني على متن طائرة المراقبة «النتن الكبير B-29». كان من المفترض أن يكون روبرت سيربر على متن الطائرة أيضاً لكنه قائد الطائرة خلّفه على الأرض لأنه نسي مظليّته.

## التحديات الصحية والأمنية

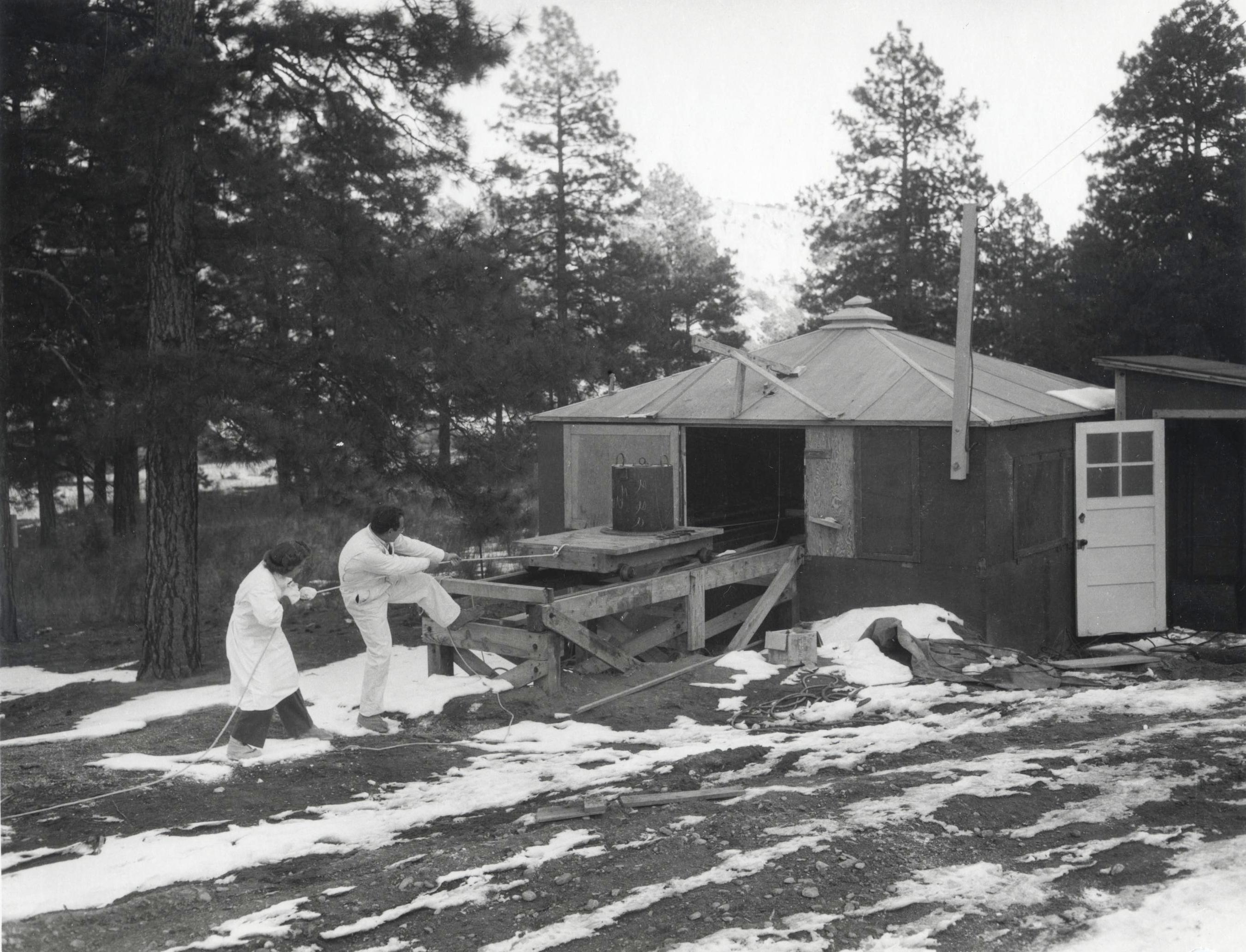
معالجة عن بعد لمصدر كيلوكوري من الراديولانثانوم لتجربة RaLa في مختبر لوس آلموس. حيث تظهر كومة تحيط بها أشجار الصنوبر وثلوج تغطي الأرض. ثمة رجل وأمرأة يجران حبلاً مربوط به عربة صغيرة على منصّة خشبية، ثمة شيء أسطواني ضخم على العربة.

وُضع برنامج طبّي في لوس ألاموس بإشراف الكابتن جيمس نولان من الوحدات الطبية في الجيش الأمريكي. في البداية، أنشئ مستوصف صغير يضم خمسة أسرّة للمدنيين، ومستوصف آخر يضم ثلاثة أسرّة للعسكريين. تم التعامل مع بعض الحالات الأكثر خطورة في مستشفى بيرنز العام للجيش في سانتا في، لكن سرعات ما اعتبر العلاج في المستشفى غير مرضِ بسبب ضياع الوقت نظراً لطول المسافة والمخاطر الأمنية. أوصى نولان بتوسيع المستوصفات وترقيتها لمستشفيات تضم 60 سريراً. افتتحت مستشفى ضمّت 54 سريراً عام 1944، عمل فيها أفراد من الجيش. كما انضمّ لهذه المستشفى طبيب أسنان في آذار (مارس) 1944. أما قائد الفيلق البيطري الضابط ج. ستيفنسون فقد تمّ تعيينه لرعاية كلاب الحراسة.
كانت المرافق المخبرية لإجراء الأبحاث الطبية محدودة، مع ذلك أجريت بعض الأبحاث على آثار الإشعاعات وامتصاصها والتأثير السمّي للمعادن، تحديداً البلوتونيوم والبيريليوم في حالات الحوادث. بدأ الفريق الصحّي إجراء اختبارات بول لعمال المختبرات في بدايات عام 1945، وكشفت العديد من الاختبارات عن مستويات خطيرة من البلوتونيوم. كما أن العمل في المرجل المائي عرّض العمال في بعض الأحيان إلى منتجات انشطارية خطيرة. حدث 24 حادثاً مميتاً في لوس ألاموس بين افتتاحه عام 1943 وأيلول (سبتمبر) 1946. حدثت معظم هذه الحوادث للعمال في مجال البناء. توفي أربعة علماء بما فيهم هاري داغليان ولويس سلوتين.

## حماية المشروع
في 10 آذار (مارس) 1945، اصطدمت قنابل بالونية يابانية بخطوط الكهرباء، فأدّت زيادة الطاقة الناجمة عن ذلك إلى إغلاق مفاعلات مشروع مانهاتن في هانفورد مؤقتاً. سبّب هذا الحادث قلقاً شديداً في لوس ألاموس خوفاً من أن يكون الموقع يتعرض لهجوم. ففي إحدى الليالي كان الجميع يحدقون في ضوءٍ غريبٍ في السماء. أشار أوبنهايمر لاحقاً إلى أن هذا يدلل على أنه «حتى مجموعة من العلماء ليسوا معصومين ضد أخطاء الاقتراحات والهستيريا».
نظراً لوجود عدد كبير من الأشخاص في الموقع، كانت مهمة الحماية والأمان صعبة. تم تشكيل مفرزة خاصة عرفت باسم «فيلق الاستخبارات المضاد» مهمتها معالجة قضايا الأمن في مشروع مانهاتن. بحلول عام 1943، كان من الواضح أن الاتحاد السوفييتي كان يحاول اختراق المشروع. كان أكثر الجواسيس السوفييت نجاحاً «كلاوس فوتشس» من البعثة البريطانية. أثّر الكشف عن نشاطاته التجسسية عام 1950 على علاقات تعاون الولايات المتحدة النووي مع بريطانيا وكندا سلبياً. لاحقاً، تم الكشف عن حالات تجسس أخرى، وتم القبض على هاري غولد وديفيد غرينغلاس وجوليوس وإيتيل روزنبرغ. ظل جواسيس آخرون غير معروفين لعقود مثل ثيودور هول.

## مرحلة ما بعد الحرب
بعد أن وضعت الحرب أوزارها في 14 آب (أغسطس) 1945، أخبر أوبنهايمر غروفز بنيّته بالاستقالة من منصف مدير مختبر لوس آلموس، لكنه وافق على البقاء إلى أن يتم العثور على بديلٍ مناسب. كان غروفز يطمح للعثور على شخص ذي خلفية أكاديمية راسخة وفهمٍ عالٍ بالمشروع. رشّح أوبنهايمر نوريس برادبوري. وقد لاقى هذا قبول غروفز، الذي أحبّ حقيقة أن برادبوري كضابط بحرية كان رجلاً عسكرياً وعالماً في ذات الوقت. قبل برادبوري العرض الذي تضمّن فترة تجربة مدّتها ستة أشهر. أعلن غروفز المنصب الجديد في جتماع مدراء الأقسام في 18 أيلول (سبتمبر).رتّب بارسونز ليتم إعفاء برادبوري من عمله في البحرية على وجه السرعة، وتمّ منحه وسام الإستحقاق (الأمريكي) نظير الخدمات التي أدّاها زمن الحرب. بقي في الاحتياطي البحري، وتقاعد في نهاية المطاف عام 1961 برتبة قبطان. في 16 تشرين الأول (أكتوبر)، أقيم حفل في لوس ألاموس قدّم خلاله غروفز جائزة الجيش-البحرية E للمختبر، ومنح شهادة تقدير لأوبنهايمر. أصبح برادبوري ثاني مدير للمختبر في اليوم التالي للحفل.

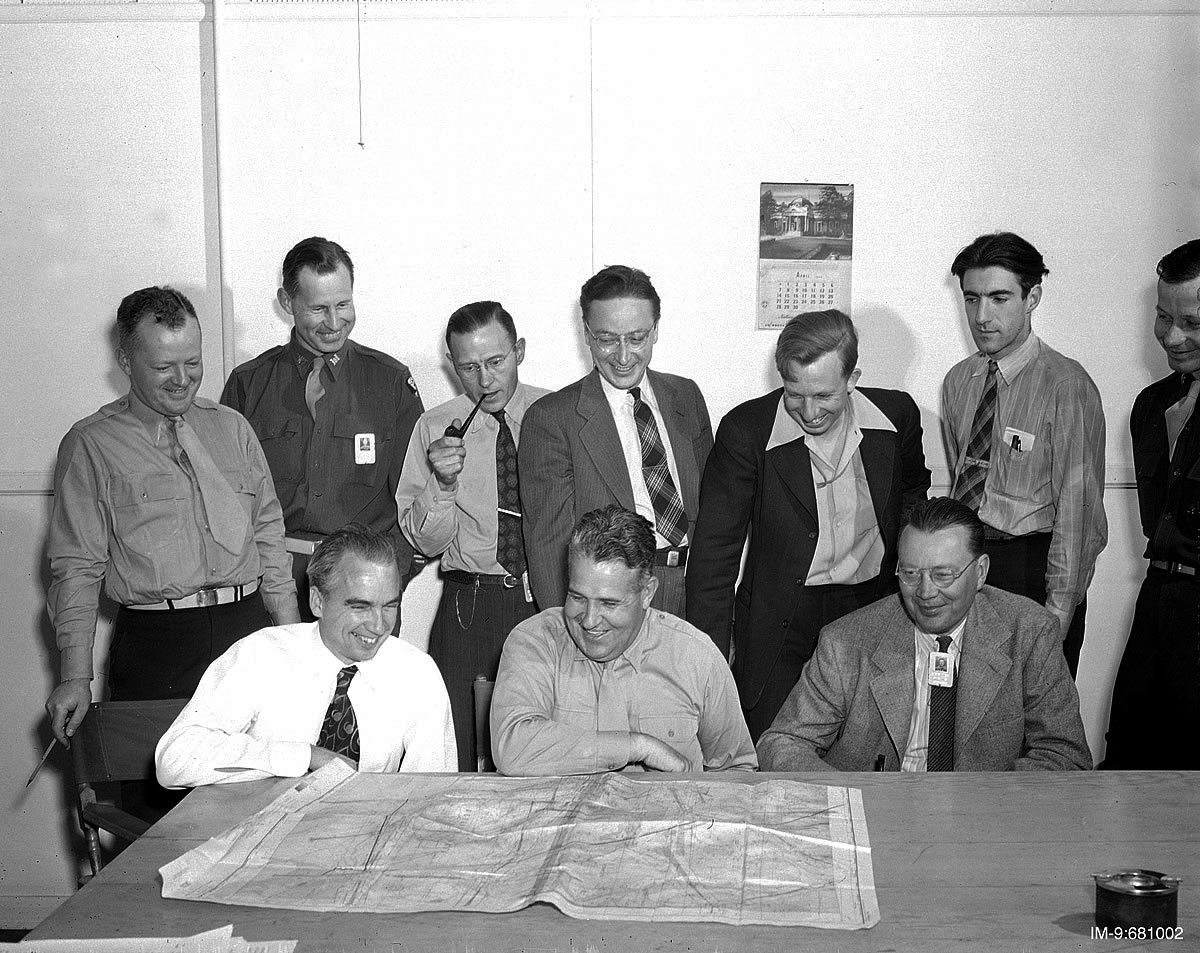
برادبيري (يسار) يدرس خططاً لإنشاء مواقع مختبرات جديدة وإسكانات دائمة، يرافقه ليزلي غروفز من مشروع الأسلحة الخاصة للقوات المسلحة (وسط) وإيريك جيتي (يمين) في نيسان (إبريل) 1947. يقف الكولونيل لايل سيمان خلف برادبوري، الثاني من اليسار.

كانت الأشهر الأولى من رئاسة برادبوري تجريبية. وأعرب عن أمله بتمرير مشروع قانون الطاقة الذرية لعام 1946 بسرعة في الكونغرس وأن يتم استبدال مشروع مانهاتن زمن الحرب بمنظمة جديدة دائمة. أصبح من الواضح لاحقاً أن الأمر تطلّب أكثر من ستة أشهر. لم يوقع الرئيس هاري ترومان على قانون إنشاء هيئة الطاقة الذرية الأمريكية حتى الأول من آب (أغسطس) 1946، ولم يصبح نافذاً حتى الأول من كانون الثاني (يناير) 1947. في تلك الفترة كانت سلطة غروفز القانونية محدودة
حرص معظم العلماء في لوس ألاموس على العودة لمختبراتهم وجامعاتهم، وفي شباط (فبراير) 1946، غادر جميع رؤساء قسم الحرب، لكن بقي منهم الموهوبون. أصبح دارول فرومان رئيس القسم G، (أصبح اسمه الآن قسم M). أصبح إيريك جيتي مسؤولاً عن الكيمياء والتعدين وجون مانلي مسؤول الفيزياء، جورج بلاكزيك للنظريات وماكس روي للمتفجرات وروجر فاغنر للذخائر. أنشأ القسم Z في تموز (يوليو) عام 1945 للتحكم بمهام الاختبار وتجميع القنابل. سمي القسم على اسم جيرولد زكارياس الذي بقي رئيساً للقسم حتى 17 تشرين الثاني (أكتوبر) 1945، حيث عاد إلى معهد ماساتشوستس للتكنولوجيا، فخلفه روجر وارنر. 
انخفض عدد العاملين في مختبر لوس ألاموس من الذورة زمن الحرب (3000 عامل) إلى حوالي 1000، لكن كثيرون منهم كانوا لا يزالون يسكنون في أماكن مؤقتة دون المستوى المطلوب. على الرغم من انخفاض عدد العاملين إلا أنه كان لا يزال يتوجب على برادبوري تقديم دعم لعملية تقاطع الطرق والاختبارات النووية في المحيط الهادئ. عُيّن رالف سوير مديراً فنيّاً مع المارشال هولواي من القسم B وروجر وارنر من القسم Zاللذين كانا مديرين مشاركين. تم تخصيص سفينتين لموظفي مختبر لوس ألاموس، هما USS Cumberland Sound وAlbemarle. كلّف مشروع عمليات الطرف المختبر أكثر من مليون دولار، وعمل فيه 150 موظفاً (أي حوالي ثلث الموظفين) لمدة تسعة أشهر. وبما أن الولايات المتحدة كانت لا تملك سوى عشر قنابل ذرية في ذلك الوقت، فإن نحو خمس المخزون الاحتياطي كان قد أنفق.
تغيّر اسم مختبر لوس ألاموس إلى مختبر لوس ألاموس الوطني في تشرين الثاني (يناير) 1947. أتاح العقد الذي كان مبرماً مع جامعة كاليفورنيا والذي تم التفاوض عليه عام 1943 للجامعة إنهاءه بعد ثلاثة أشهر من إنتهاء العمليات القتالية وبعد انتهاء فترة الخدمة. كان ثمة قلق بشأن إدارة الجامعة لمختبر يقع خارج حدود ولاية كاليفورنيا. تم إقناع الجامعة بإلغاء الإخطار،  وتمّ تمديد عقد التشغيل حتى تموز (يوليو) 1948. بقي برادبوري مديراً حتى عام 1970. بلغت التكلفة الإجمالية لمشروع Y حتى نهاية عام 1946 حوالي 57.88 مليون دولار (ما يعادل 770 مليون دولار عام 2020).